# Patrimoni dell'umanità per anno di inserimento
Lista dei Patrimoni dell'umanità dell'UNESCO ordinata per anno di inserimento. La lettera (F) indica il primo inserimento in lista per ogni paese.

## 1978 (seconda sessione)
12 siti (8 culturali, 4 naturali)
Sede: Washington  Stati Uniti
| Stato       | Definizione del sito                                                          | Categoria | Scheda UNESCO N. |
| ----------- | ----------------------------------------------------------------------------- | --------- | ---------------- |
| Canada      | Sito archeologico di L'Anse aux Meadows (F)                                   | Culturale | 4                |
| Canada      | Nahanni National Park Reserve                                                 | Naturale  | 24               |
| Ecuador     | Quito                                                                         | Culturale | 2                |
| Ecuador     | Isole Galápagos (F)                                                           | Naturale  | 1                |
| Etiopia     | Parco nazionale del Semien (F)                                                | Naturale  | 9                |
| Etiopia     | Chiese rupestri di Lalibela                                                   | Culturale | 18               |
| Germania    | Cattedrale di Aquisgrana (F)                                                  | Culturale | 3                |
| Polonia     | Centro storico di Cracovia (F)                                                | Culturale | 29               |
| Polonia     | Miniera di sale di Wieliczka e Miniera di sale di Bochnia (aggiunta nel 2013) | Culturale | 32               |
| Senegal     | Isola di Gorée (F)                                                            | Culturale | 26               |
| Stati Uniti | Parco nazionale di Mesa Verde                                                 | Culturale | 27               |
| Stati Uniti | Parco nazionale di Yellowstone (F)                                            | Naturale  | 28               |

## 1979 (terza sessione)
45 siti (34 culturali, 8 naturali, 3 misti)
Sede: Luxor  Egitto
| Stato                                   | Definizione del sito                                                                     | Categoria | Scheda UNESCO N. |
| --------------------------------------- | ---------------------------------------------------------------------------------------- | --------- | ---------------- |
| ( Unione Sovietica) Bielorussia Polonia | Foresta di Białowieża (F)                                                                | Naturale  | 33               |
| Bulgaria                                | Chiesa di Bojana (F)                                                                     | Culturale | 42               |
| Bulgaria                                | Cavaliere di Madara                                                                      | Culturale | 43               |
| Bulgaria                                | Chiese rupestri di Ivanovo                                                               | Culturale | 45               |
| Bulgaria                                | Tomba trace di Kazanlăk                                                                  | Culturale | 44               |
| Canada                                  | Parco provinciale dei Dinosauri                                                          | Naturale  | 71               |
| Canada Stati Uniti                      | Parchi naturali di Kluane, Wrangell–St. Elias, Glacier Bay e Tatshenshini-Alsek          | Naturale  | 72               |
| ( Jugoslavia) Croazia                   | Complesso storico di Spalato con il Palazzo di Diocleziano                               | Culturale | 97               |
| ( Jugoslavia) Croazia                   | Città vecchia di Ragusa (F)                                                              | Culturale | 95               |
| ( Jugoslavia) Croazia                   | Parco nazionale dei laghi di Plitvice                                                    | Naturale  | 98               |
| Egitto                                  | Abu Mena                                                                                 | Culturale | 90               |
| Egitto                                  | Antica Tebe con la sua necropoli (F)                                                     | Culturale | 87               |
| Egitto                                  | Il Cairo storico                                                                         | Culturale | 89               |
| Egitto                                  | Menfi e la sua necropoli - La piana delle Piramidi da Giza a Dahshur                     | Culturale | 86               |
| Egitto                                  | Monumenti Nubiani da Abu Simbel a File                                                   | Culturale | 88               |
| Etiopia                                 | Fasil Ghebbi                                                                             | Culturale | 19               |
| Francia                                 | Cattedrale di Chartres                                                                   | Culturale | 81               |
| Francia                                 | Mont Saint-Michel e la sua baia                                                          | Culturale | 80               |
| Francia                                 | Reggia e parco di Versailles (F)                                                         | Culturale | 83               |
| Francia                                 | Grotte di Lascaux, nella valle del Vézère                                                | Culturale | 85               |
| Francia                                 | Basilica e collina di Vézelay                                                            | Culturale | 84               |
| Ghana                                   | Forti e castelli, Volta, Grande Accra, Regione Centrale e Occidentale (F)                | Culturale | 34               |
| Guatemala                               | Parco nazionale di Tikal (F)                                                             | Misto     | 64               |
| Guatemala                               | Antigua Guatemala                                                                        | Culturale | 65               |
| Iran                                    | Piazza Naqsh-e jahàn, Esfahan                                                            | Culturale | 115              |
| Iran                                    | Persepoli                                                                                | Culturale | 114              |
| Iran                                    | Choqa zanbil (F)                                                                         | Culturale | 113              |
| Italia                                  | Incisioni rupestri della Val Camonica (F)                                                | Culturale | 94               |
| ( Jugoslavia) Macedonia del Nord        | Patrimonio naturale e culturale della regione di Ocrida (F)                              | Misto     | 99               |
| ( Jugoslavia) Montenegro                | Regione naturale e storico-culturale delle Bocche di Cattaro (F)                         | Culturale | 125              |
| Nepal                                   | Valle di Katmandu (F)                                                                    | Culturale | 121              |
| Nepal                                   | Parco nazionale di Sagarmatha                                                            | Naturale  | 120              |
| Norvegia                                | Il quartiere di Bryggen a Bergen                                                         | Culturale | 59               |
| Norvegia                                | Chiesa di Urnes (F)                                                                      | Culturale | 58               |
| Polonia                                 | Il Campo di concentramento e sterminio tedesco nazista di Auschwitz-Birkenau (1940-1945) | Culturale | 31               |
| RD del Congo                            | Parco nazionale dei Virunga (F)                                                          | Naturale  | 63               |
| ( Jugoslavia) Serbia                    | Stari Ras e Sopoćani (F)                                                                 | Culturale | 96               |
| Siria                                   | Antica città di Damasco (F)                                                              | Culturale | 20               |
| Stati Uniti                             | Parco nazionale delle Everglades                                                         | Naturale  | 76               |
| Stati Uniti                             | Parco nazionale del Grand Canyon                                                         | Naturale  | 75               |
| Stati Uniti                             | Independence Hall                                                                        | Culturale | 78               |
| Tanzania                                | Area di conservazione di Ngorongoro (F)                                                  | Misto     | 39               |
| Tunisia                                 | Anfiteatro romano di El Jem                                                              | Culturale | 38               |
| Tunisia                                 | Sito archeologico di Cartagine                                                           | Culturale | 37               |
| Tunisia                                 | Medina di Tunisi (F)                                                                     | Culturale | 36               |

## 1980 (quarta sessione)
27 siti (22 culturali, 5 naturali)
Sede: Parigi  Francia
| Stato                         | Definizione del sito | Categoria | Scheda UNESCO N. |
| ----------------------------- | --- | --------- | ---------------- |
| Algeria                       | Qal'a dei Banu Hammad (F) | Culturale | 102              |
| Brasile                       | Città storica di Ouro Preto (F)                                                                                              | Culturale | 124              |
| Cipro                         | Pafo (F) | Culturale | 79               |
| Etiopia                       | Axum | Culturale | 15               |
| Etiopia                       | Bassa valle dell'Awash | Culturale | 10               |
| Etiopia                       | Bassa valle dell'Omo | Culturale | 17               |
| Etiopia                       | Tiya | Culturale | 12               |
| Ghana                         | Edifici tradizionali Ashanti                                                                                                 | Culturale | 35               |
| Città del Vaticano (F) Italia | Centro storico di Roma, le proprietà extraterritoriali della Santa Sede nella città e la Basilica di San Paolo fuori le mura | Culturale | 91               |
| Honduras                      | Sito Maya di Copán (F) | Culturale | 129              |
| Italia                        | Chiesa e convento domenicano di Santa Maria delle Grazie con L'ultima cena di Leonardo da Vinci, Milano                      | Culturale | 93               |
| Malta                         | Città della Valletta (F) | Culturale | 131              |
| Malta                         | Ipogeo di Ħal-Saflieni | Culturale | 130              |
| Malta                         | Templi megalitici di Malta                                                                                                   | Culturale | 132              |
| ( Jugoslavia) Montenegro      | Parco nazionale del Durmitor                                                                                                 | Naturale  | 100              |
| Norvegia                      | Città mineraria di Røros | Culturale | 55               |
| Pakistan                      | Rovine archeologiche a Mohenjo-daro (F)                                                                                      | Culturale | 138              |
| Pakistan                      | Rovine buddiste a Takht-i-Bahi e resti della vicina cittadina di Sahr-i-Bahlol                                               | Culturale | 140              |
| Pakistan                      | Taxila | Culturale | 139              |
| Panama                        | Fortificazioni caraibiche di Panama: Portobelo-San Lorenzo (F)                                                               | Culturale | 135              |
| Polonia                       | Centro storico di Varsavia                                                                                                   | Culturale | 30               |
| RD del Congo                  | Parco nazionale di Garamba                                                                                                   | Naturale  | 136              |
| RD del Congo                  | Parco nazionale di Kahuzi-Biega                                                                                              | Naturale  | 137              |
| Siria                         | Antica città di Bosra | Culturale | 22               |
| Siria                         | Sito archeologico di Palmira                                                                                                 | Culturale | 23               |
| Stati Uniti                   | Parco nazionale di Redwood                                                                                                   | Naturale  | 134              |
| Tunisia                       | Parco nazionale di Ichkeul                                                                                                   | Naturale  | 8                |

## 1981 (quinta sessione)
26 siti (15 culturali, 9 naturali, 2 misti)
Sede: Sydney  Australia
| Stato                 | Definizione del sito                                                       | Categoria | Scheda UNESCO N. |
| --------------------- | -------------------------------------------------------------------------- | --------- | ---------------- |
| Argentina             | Parco nazionale Los Glaciares (F)                                          | Naturale  | 145              |
| Australia             | Grande barriera corallina (F)                                              | Naturale  | 154              |
| Australia             | Parco nazionale Kakadu                                                     | Misto     | 147              |
| Australia             | Regione dei Laghi Willandra                                                | Misto     | 167              |
| Canada                | Salto del Bufalo schiantato                                                | Culturale | 158              |
| Canada                | Parco nazionale Gwaii Haanas                                               | Culturale | 157              |
| Costa d'Avorio Guinea | Riserva naturale integrale del Monte Nimba (F)                             | Naturale  | 155              |
| Francia               | Cattedrale di Amiens                                                       | Culturale | 162              |
| Francia               | Monumenti romani e romanici di Arles                                       | Culturale | 164              |
| Francia               | Abbazia di Fontenay                                                        | Culturale | 165              |
| Francia               | Palazzo e Parco di Fontainebleau                                           | Culturale | 160              |
| Francia               | Teatro romano e dintorni e l'arco" di Orange                               | Culturale | 163              |
| Germania              | Duomo di Spira                                                             | Culturale | 168              |
| Germania              | Residenza di Würzburg, con i giardini di corte e la piazza della residenza | Culturale | 169              |
| Guatemala             | Parco archeologico e rovine di Quiriguá                                    | Culturale | 149              |
| Gerusalemme           | Città Vecchia di Gerusalemme e le sue mura (F)                             | Culturale | 148              |
| Marocco               | Medina di Fès (F)                                                          | Culturale | 170              |
| Pakistan              | Fortezza e Giardini Shalimar a Lahore                                      | Culturale | 171              |
| Pakistan              | Monumenti storici di Makli, Thatta                                         | Culturale | 143              |
| Panama                | Parco nazionale del Darién                                                 | Naturale  | 159              |
| Senegal               | Santuario nazionale degli uccelli di Djoudj                                | Naturale  | 25               |
| Senegal               | Parco nazionale di Niokolo-Koba                                            | Naturale  | 153              |
| Stati Uniti           | Parco nazionale di Mammoth Cave                                            | Naturale  | 150              |
| Stati Uniti           | Parco nazionale di Olympic                                                 | Naturale  | 151              |
| Tanzania              | Rovine di Kilwa Kisiwani e rovine di Songo Mnara                           | Culturale | 144              |
| Tanzania              | Parco nazionale del Serengeti                                              | Naturale  | 156              |

## 1982 (sesta sessione)
24 siti (17 culturali, 5 naturali, 2 misti)
Sede: Parigi  Francia
| Stato          | Definizione del sito | Categoria | Scheda UNESCO N. |
| -------------- | --- | --------- | ---------------- |
| Algeria        | Djémila | Culturale | 191              |
| Algeria        | Valle di M'Zab | Culturale | 188              |
| Algeria        | Tassili n'Ajjer | Misto     | 179              |
| Algeria        | Timgad | Culturale | 194              |
| Algeria        | Tipasa | Culturale | 193              |
| Australia      | Isola di Lord Howe | Naturale  | 186              |
| Australia      | Regione selvaggia della Tasmania                                                                                              | Misto     | 181              |
| Brasile        | Centro storico della città di Olinda                                                                                          | Culturale | 189              |
| Costa d'Avorio | Parco nazionale di Taï | Naturale  | 195              |
| Cuba           | L'Avana vecchia e le sue fortificazioni (F)                                                                                   | Culturale | 204              |
| Francia        | Dalle Saline di Salins-les-Bains alle Saline Reali di Arc-et-Senans, la produzione di sale di ebollizione estensione nel 2009 | Culturale | 203              |
| Haiti          | Parco storico nazionale - Cittadella, Sans Souci, Ramiers (F)                                                                 | Culturale | 180              |
| Honduras       | Riserva della biosfera del Río Plátano                                                                                        | Naturale  | 196              |
| Italia         | Centro storico di Firenze | Culturale | 174              |
| Libia          | Sito archeologico di Cirene                                                                                                   | Culturale | 190              |
| Libia          | Sito archeologico di Leptis Magna (F)                                                                                         | Culturale | 183              |
| Libia          | Sito archeologico di Sabrata                                                                                                  | Culturale | 184              |
| Seychelles     | Atollo Aldabra (F) | Naturale  | 185              |
| Sri Lanka      | Antica città di Polonnaruwa (F)                                                                                               | Culturale | 201              |
| Sri Lanka      | Antica città di Sigiriya | Culturale | 202              |
| Sri Lanka      | Città sacra di Anurādhapura                                                                                                   | Culturale | 200              |
| Stati Uniti    | Cahokia Mounds | Culturale | 198              |
| Tanzania       | Riserva faunistica del Selous                                                                                                 | Naturale  | 199              |
| Yemen          | Vecchia città fortificata di Shibam (F)                                                                                       | Culturale | 192              |

## 1983 (settima sessione)
29 siti (19 culturali, 9 naturali, 1 misto)
Sede: Firenze  Italia
| Stato                 | Definizione del sito | Categoria | Scheda UNESCO N. |
| --------------------- | --- | --------- | ---------------- |
| Argentina Brasile     | Missioni gesuite dei Guaraní: San Ignacio Minì, Santa Ana, Nuestra Señora de Loreto, Santa Maria la Mayor (in Argentina) e le rovine di São Miguel das Missões (in Brasile) (ampliato nel 1984) | Culturale | 275              |
| Bulgaria              | Antica città di Nesebăr | Culturale | 217              |
| Bulgaria              | Parco nazionale del Pirin | Naturale  | 225              |
| Bulgaria              | Monastero di Rila | Culturale | 216              |
| Bulgaria              | Riserva naturale di Srebărna | Naturale  | 219              |
| Canada                | Parco nazionale Wood Buffalo | Naturale  | 256              |
| Costa Rica (F) Panama | Riserve della Cordigliera di Talamanca-La Amistad/Parco nazionale La Amistad | Naturale  | 205              |
| Costa d'Avorio        | Parco nazionale del Comoé | Naturale  | 227              |
| Ecuador               | Parco nazionale di Sangay | Naturale  | 260              |
| Francia               | Abbazia di Saint-Savin sur Gartempe | Culturale | 230              |
| Francia               | Golfo di Porto: Calanchi di Piana, Golfo di Girolata, Riserva naturale di Scandola (Corsica) | Naturale  | 258              |
| Francia               | Place Stanislas, Place de la Carrière, e Place d'Alliance a Nancy | Culturale | 229              |
| Germania              | Santuario di Wies | Culturale | 271              |
| India                 | Forte rosso di Agra | Culturale | 251              |
| India                 | Grotte di Ajanta (F) | Culturale | 242              |
| India                 | Ellora | Culturale | 243              |
| India                 | Taj Mahal | Culturale | 252              |
| Perù                  | Città di Cusco | Culturale | 273              |
| Perù                  | Complesso storico-religioso di Machu Picchu (F) | Misto     | 274              |
| Portogallo            | Zona centrale della città di Angra do Heroísmo nelle Azzorre | Culturale | 206              |
| Portogallo            | Convento del Cristo a Tomar | Culturale | 265              |
| Portogallo            | Monastero di Batalha | Culturale | 264              |
| Portogallo            | Monastero dos Jerónimos e Torre di Belém a Lisbona (F) | Culturale | 263              |
| Seychelles            | Riserva naturale Vallée de Mai | Naturale  | 261              |
| Svizzera              | Abbazia di San Gallo (F) | Culturale | 268              |
| Svizzera              | Monastero di San Giovanni (Val Müstair) | Culturale | 269              |
| Svizzera              | Centro storico di Berna | Culturale | 267              |
| Stati Uniti           | Parco nazionale delle Great Smoky Mountains | Naturale  | 259              |
| Stati Uniti           | La Fortaleza ed il sito storico nazionale di San Juan a Porto Rico | Culturale | 266              |

## 1984 (ottava sessione)
22 siti (15 culturali, 7 naturali)
Sede: Buenos Aires  Argentina
| Stato              | Definizione del sito                                             | Categoria | Scheda UNESCO N. |
| ------------------ | ---------------------------------------------------------------- | --------- | ---------------- |
| Argentina          | Parco nazionale dell'Iguazú                                      | Naturale  | 303              |
| Canada             | Parco delle Montagne Rocciose Canadesi                           | Naturale  | 304              |
| Colombia           | Porto, fortezza e monumenti di Cartagena (F)                     | Culturale | 285              |
| RD del Congo       | Parco nazionale di Salonga                                       | Naturale  | 280              |
| Germania           | Castelli di Augustusburg e Falkenlust a Brühl                    | Culturale | 288              |
| Città del Vaticano | Città del Vaticano                                               | Culturale | 286              |
| India              | Tempio del Sole di Konarak                                       | Culturale | 246              |
| India              | Gruppo di monumenti presso Mahabalipuram                         | Culturale | 249              |
| Libano             | Anjar                                                            | Culturale | 293              |
| Libano             | Baalbek                                                          | Culturale | 294              |
| Libano             | Biblo                                                            | Culturale | 295              |
| Libano             | Tiro (F)                                                         | Culturale | 299              |
| Malawi             | Parco nazionale del Lago Malawi (F)                              | Naturale  | 289              |
| Nepal              | Parco nazionale di Chitwan                                       | Naturale  | 284              |
| Spagna             | Alhambra, Generalife e Albayzín, Granada                         | Culturale | 314              |
| Spagna             | Cattedrale di Burgos (F)                                         | Culturale | 316              |
| Spagna             | Centro storico di Cordova                                        | Culturale | 313              |
| Spagna             | Monastero e sito di El Escorial, Madrid                          | Culturale | 318              |
| Spagna             | Opere di Antoni Gaudí                                            | Culturale | 320              |
| Stati Uniti        | Statua della Libertà                                             | Culturale | 307              |
| Stati Uniti        | Parco nazionale di Yosemite                                      | Naturale  | 308              |
| Zimbabwe           | Parco nazionale di Mana Pools, Sapi e aree Safari di Chewore (F) | Naturale  | 302              |

## 1985 (nona sessione)
30 siti (25 culturali, 4 naturali, 1 misto)
Sede: Parigi  Francia
| Stato      | Definizione del sito                                                       | Categoria | Scheda UNESCO N. |
| ---------- | -------------------------------------------------------------------------- | --------- | ---------------- |
| Bangladesh | Storica città-moschea di Bagerhat                                          | Culturale | 321              |
| Bangladesh | Rovine del Vihara Buddista a Paharpur (F)                                  | Culturale | 322              |
| Benin      | Palazzi reali di Abomey (F)                                                | Culturale | 323              |
| Brasile    | Centro storico di Salvador de Bahia                                        | Culturale | 309              |
| Brasile    | Santuario del Bom Jesus do Congonhas                                       | Culturale | 334              |
| Bulgaria   | Tomba trace di Sveštari                                                    | Culturale | 359              |
| Canada     | Distretto storico della città di Québec                                    | Culturale | 300              |
| Cipro      | Chiese dipinte nella regione dei monti Troodos                             | Culturale | 351              |
| Francia    | Acquedotto romano di Pont du Gard                                          | Culturale | 344              |
| Germania   | Cattedrale di Santa Maria e Chiesa di San Michele a Hildesheim             | Culturale | 187              |
| India      | Parco nazionale di Kaziranga                                               | Naturale  | 337              |
| India      | Parco nazionale di Keoladeo                                                | Naturale  | 340              |
| India      | Santuario naturale di Manas                                                | Naturale  | 338              |
| Iraq       | Hatra (F)                                                                  | Culturale | 277              |
| Giordania  | Petra (F)                                                                  | Culturale | 326              |
| Giordania  | Qusayr Amra                                                                | Culturale | 327              |
| Libia      | Siti rupestri di Tadrart Acacus                                            | Culturale | 287              |
| Marocco    | Medina di Marrakech                                                        | Culturale | 331              |
| Norvegia   | Graffiti rupestri di Alta                                                  | Culturale | 352              |
| Perù       | Sito archeologico di Chavin                                                | Culturale | 330              |
| Perù       | Parco nazionale del Huascarán                                              | Naturale  | 333              |
| Spagna     | Grotta di Altamira e arte rupestre paleolitica della Spagna settentrionale | Culturale | 310              |
| Spagna     | Monumenti di Oviedo e del Regno delle Asturie                              | Culturale | 312              |
| Spagna     | Città vecchia di Avila, con le sue chiese fuori le mura                    | Culturale | 348              |
| Spagna     | Città vecchia di Segovia e il suo acquedotto                               | Culturale | 311              |
| Spagna     | Santiago di Compostela (città vecchia)                                     | Culturale | 347              |
| Tunisia    | Città punica di Kerkouane e la sua necropoli                               | Culturale | 332              |
| Turchia    | Parco nazionale di Göreme e siti rupestri della Cappadocia                 | Misto     | 357              |
| Turchia    | Moschea grande e Ospedale di Divriği                                       | Culturale | 358              |
| Turchia    | Aree storiche di Istanbul (F)                                              | Culturale | 356              |

## 1986 (decima sessione)
29 siti (23 culturali, 5 naturali, 1 misto)
Sede: Parigi  Francia
| Stato                                  | Definizione del sito                                                            | Categoria | Scheda UNESCO N. |
| -------------------------------------- | ------------------------------------------------------------------------------- | --------- | ---------------- |
| Australia                              | Foresta pluviale di Gondwana                                                    | Naturale  | 368              |
| Brasile                                | Parco nazionale dell'Iguaçu                                                     | Naturale  | 355              |
| Germania                               | Monumenti romani, cattedrale di San Pietro e chiesa di Nostra Signora a Treviri | Culturale | 367              |
| Grecia                                 | Tempio di Apollo Epicurio a Bassae (F)                                          | Culturale | 392              |
| India                                  | Chiese e conventi di Goa                                                        | Culturale | 234              |
| India                                  | Fatehpur Sikri                                                                  | Culturale | 255              |
| India                                  | Gruppo di monumenti ad Hampi                                                    | Culturale | 241              |
| India                                  | Gruppo di monumenti di Khajuraho                                                | Culturale | 240              |
| Libia                                  | Antico villaggio di Gadames                                                     | Culturale | 362              |
| Perù                                   | Zona archeologica di Chan Chan                                                  | Culturale | 366              |
| Portogallo                             | Centro storico di Évora                                                         | Culturale | 361              |
| Regno Unito (Inghilterra)              | Il Castello e la Cattedrale di Durham (F)                                       | Culturale | 370              |
| Regno Unito (Inghilterra)              | Gola di Ironbridge                                                              | Culturale | 371              |
| Regno Unito (Inghilterra)              | Stonehenge, Avebury e siti associati                                            | Culturale | 373              |
| Regno Unito (Inghilterra)              | Parco reale di Studley incluse le rovine dell'Abbazia di Fountains              | Culturale | 372              |
| Regno Unito (F) (Irlanda del Nord) (F) | Selciato del gigante e Causeway Coast                                           | Naturale  | 369              |
| Regno Unito (Scozia)                   | Saint Kilda (F)                                                                 | Misto     | 387              |
| Regno Unito (Galles)                   | Castelli e mura cittadine di Re Edoardo a Gwynedd (F)                           | Culturale | 374              |
| ( Jugoslavia) Serbia                   | Monastero di Studenica                                                          | Culturale | 389              |
| ( Jugoslavia) Slovenia (F)             | Grotte di San Canziano                                                          | Naturale  | 390              |
| Spagna                                 | Parco nazionale di Garajonay                                                    | Naturale  | 380              |
| Spagna                                 | Città storica di Toledo                                                         | Culturale | 379              |
| Spagna                                 | Città vecchia di Cáceres                                                        | Culturale | 384              |
| Spagna                                 | Architettura mudéjar d'Aragona                                                  | Culturale | 378              |
| Siria                                  | Antica città di Aleppo                                                          | Culturale | 21               |
| Turchia                                | Ḫattuša                                                                         | Culturale | 377              |
| Yemen                                  | Città vecchia di Sana'a                                                         | Culturale | 385              |
| Zimbabwe                               | Monumento nazionale del Grande Zimbabwe                                         | Culturale | 364              |
| Zimbabwe                               | Monumento nazionale delle rovine di Khami                                       | Culturale | 365              |

## 1987 (11ª sessione)
41 siti (32 culturali, 7 naturali, 2 misti)
Sede: Parigi  Francia
| Stato                     | Definizione del sito                                                                                | Categoria | Scheda UNESCO N. |
| ------------------------- | --------------------------------------------------------------------------------------------------- | --------- | ---------------- |
| Australia                 | Parco nazionale Uluru-Kata Tjuta                                                                    | Misto     | 447              |
| Bolivia                   | Città di Potosí (F)                                                                                 | Culturale | 420              |
| Brasile                   | Brasilia                                                                                            | Culturale | 445              |
| Camerun                   | Riserva faunistica di Dja (F)                                                                       | Naturale  | 407              |
| Canada                    | Parco nazionale Gros Morne                                                                          | Naturale  | 419              |
| Cina                      | Palazzi Imperiali delle dinastie Ming e Qing a Pechino (Città Proibita) e Shenyang (Palazzo Mukden) | Culturale | 439              |
| Cina                      | Mausoleo del primo Imperatore Qin a Xi'an, provincia di Shaanxi                                     | Culturale | 441              |
| Cina                      | Grotte di Mogao                                                                                     | Culturale | 440              |
| Cina                      | Monte Taishan (F)                                                                                   | Misto     | 437              |
| Cina                      | Sito dell'uomo di Pechino a Zhoukoudian                                                             | Culturale | 449              |
| Cina                      | La Grande muraglia cinese                                                                           | Culturale | 438              |
| Germania                  | Città anseatica di Lubecca                                                                          | Culturale | 272              |
| Germania Regno Unito      | Frontiere dell'Impero romano                                                                        | Culturale | 430              |
| Grecia                    | Acropoli di Atene                                                                                   | Culturale | 404              |
| Grecia                    | Sito archeologico di Delfi                                                                          | Culturale | 393              |
| India                     | Grotte di Elephanta                                                                                 | Culturale | 244              |
| India                     | Templi di Chola                                                                                     | Culturale | 250              |
| India                     | Monumenti di Pattadakal                                                                             | Culturale | 239              |
| India                     | Parco nazionale delle Sundarbans                                                                    | Naturale  | 452              |
| Italia                    | Piazza del Duomo di Pisa                                                                            | Culturale | 395              |
| Italia                    | Venezia e la sua Laguna                                                                             | Culturale | 394              |
| Messico                   | Centro storico di Città del Messico e Xochimilco (F)                                                | Culturale | 412              |
| Messico                   | Centro storico di Oaxaca e sito archeologico del Monte Albán                                        | Culturale | 415              |
| Messico                   | Centro storico di Puebla                                                                            | Culturale | 416              |
| Messico                   | Città preispanica e parco nazionale di Palenque                                                     | Culturale | 411              |
| Messico                   | Città preispanica Teotihuacan                                                                       | Culturale | 414              |
| Messico                   | Sian Ka'an                                                                                          | Naturale  | 410              |
| Marocco                   | Ksar di Ait-Ben-Haddou                                                                              | Culturale | 444              |
| Oman                      | Forte Bahla (F)                                                                                     | Culturale | 433              |
| Perù                      | Parco nazionale di Manu                                                                             | Naturale  | 402              |
| Regno Unito (Inghilterra) | Blenheim Palace                                                                                     | Culturale | 425              |
| Regno Unito (Inghilterra) | La città di Bath                                                                                    | Culturale | 428              |
| Regno Unito (Inghilterra) | Palazzo ed Abbazia di Westminster, con la chiesa di Santa Margherita                                | Culturale | 426              |
| Spagna                    | Cattedrale, Alcazar e Archivio Generale delle Indie a Siviglia                                      | Culturale | 383              |
| Stati Uniti               | Chaco Canyon                                                                                        | Culturale | 353              |
| Stati Uniti               | Parco nazionale Vulcani delle Hawaii                                                                | Naturale  | 409              |
| Stati Uniti               | Monticello e l'università della Virginia di Charlottesville                                         | Culturale | 442              |
| Tanzania                  | Parco nazionale del Kilimangiaro                                                                    | Naturale  | 403              |
| Turchia                   | Nemrut Dağı                                                                                         | Culturale | 448              |
| Ungheria                  | Budapest, le sponde del Danubio e il quartiere del Castello di Buda e Andrássy út (F)               | Culturale | 400              |
| Ungheria                  | Il vecchio villaggio di Hollókő ed i suoi dintorni                                                  | Culturale | 401              |

## 1988 (12ª sessione)
27 sites (19 culturali, 5 naturali, 3 misti)
Sede: Brasilia  Brasile
| Stato                         | Definizione del sito                                                               | Categoria | Scheda UNESCO N. |
| ----------------------------- | ---------------------------------------------------------------------------------- | --------- | ---------------- |
| Australia                     | Tropici del Queensland                                                             | Naturale  | 486              |
| Cuba                          | Trinidad e la Valle de los Ingenios                                                | Culturale | 460              |
| Francia                       | Grande île, nel centro di Strasburgo                                               | Culturale | 495              |
| Grecia                        | Città medievale di Rodi                                                            | Culturale | 493              |
| Grecia                        | Meteora                                                                            | Misto     | 455              |
| Grecia                        | Monte Athos                                                                        | Misto     | 454              |
| Grecia                        | Monumenti paleocristiani e bizantini di Salonicco                                  | Culturale | 456              |
| Grecia                        | Sito archeologico di Epidauro                                                      | Culturale | 491              |
| India                         | Parco nazionale del Nanda Devi e Parco nazionale della Valle dei fiori             | Naturale  | 335              |
| Mali                          | Antico villaggio di Djenné (F)                                                     | Culturale | 116              |
| Mali                          | Timbuctù                                                                           | Culturale | 119              |
| Messico                       | Villaggio storico di Guanajuato e miniere adiacenti                                | Culturale | 482              |
| Messico                       | Città preispanica Chichén Itzá                                                     | Culturale | 483              |
| Oman                          | Siti archeologici di Bat, Al-Khutm e Al-Ayn                                        | Culturale | 434              |
| Perù                          | Centro storico di Lima                                                             | Culturale | 500              |
| Regno Unito (Inghilterra)     | La Cattedrale di Canterbury, l'Abbazia di Sant'Agostino e la Chiesa di San Martino | Culturale | 496              |
| Regno Unito (Inghilterra)     | Torre di Londra                                                                    | Culturale | 488              |
| Regno Unito ( Isole Pitcairn) | Isola di Henderson (F)                                                             | Naturale  | 487              |
| Rep. Centrafricana            | Parco nazionale del Manovo-Gounda St. Floris (F)                                   | Naturale  | 475              |
| Spagna                        | Città vecchia di Salamanca                                                         | Culturale | 381              |
| Sri Lanka                     | Città vecchia di Galle e le sue fortificazioni                                     | Culturale | 451              |
| Sri Lanka                     | Città sacra di Kandy                                                               | Culturale | 450              |
| Sri Lanka                     | Riserva forestale di Sinharaja                                                     | Naturale  | 405              |
| Tunisia                       | Al-Qayrawan                                                                        | Culturale | 499              |
| Tunisia                       | Medina di Sousse                                                                   | Culturale | 498              |
| Turchia                       | Ierapoli-Pamukkale                                                                 | Misto     | 485              |
| Turchia                       | Xanthos–Letoon                                                                     | Culturale | 484              |

## 1989 (13ª sessione)
7 siti (4 culturali, 2 naturali, 1 misto)
Sede: Parigi  Francia
| Stato               | Definizione del sito                    | Categoria | Scheda UNESCO N. |
| ------------------- | --------------------------------------- | --------- | ---------------- |
| Grecia              | Sito archeologico di Mistra             | Culturale | 511              |
| Grecia              | Sito archeologico di Olimpia            | Culturale | 517              |
| India               | Monumenti buddisti presso Sanchi        | Culturale | 524              |
| Mali                | Falesia di Bandiagara (terra dei Dogon) | Misto     | 516              |
| Mauritania          | Parco nazionale di Banc d'Arguin (F)    | Naturale  | 506              |
| Portogallo          | Monastero di Alcobaça                   | Culturale | 505              |
| Zambia (F) Zimbabwe | Mosi-oa-Tunya/Cascate Vittoria          | Naturale  | 509              |

## 1990 (14ª sessione)
16 siti (11 culturali, 2 naturali, 3 misti)
Sede:  Canada
| Stato                              | Definizione del sito | Categoria | Scheda UNESCO N. |
| ---------------------------------- | --- | --------- | ---------------- |
| Bolivia                            | Missioni gesuite del Chiquitos | Culturale | 529              |
| Cina                               | Monti Huangshan | Misto     | 547              |
| Germania                           | Palazzi e parchi di Potsdam e Berlino                                                                                               | Culturale | 532              |
| Grecia                             | Isola di Delo | Culturale | 530              |
| Grecia                             | Monasteri di Daphni, Ossios Loukas e Nea Moni                                                                                       | Culturale | 537              |
| Italia                             | Centro storico di San Gimignano | Culturale | 550              |
| Madagascar                         | Riserva naturale integrale Tsingy di Bemaraha (F)                                                                                   | Naturale  | 494              |
| Nuova Zelanda                      | Te Wahipounamu-Nuova Zelanda Sud-occidentale (parchi nazionali Aoraki/Mount Cook, Westland Tai Poutini, Mount Aspiring e Fiordland) | Naturale  | 551              |
| Nuova Zelanda                      | Parco nazionale del Tongariro (F)                                                                                                   | Misto     | 421              |
| Perù                               | Parco nazionale del Rio Abiseo | Misto     | 548              |
| Rep. Dominicana                    | Città coloniale di Santo Domingo (F)                                                                                                | Culturale | 526              |
| ( Unione Sovietica) Russia         | Centro storico di San Pietroburgo e relativi gruppi di monumenti (F)                                                                | Culturale | 540              |
| ( Unione Sovietica) Russia         | Pogost di Kiži | Culturale | 544              |
| ( Unione Sovietica) Russia         | Il Cremlino e la Piazza Rossa, Mosca                                                                                                | Culturale | 545              |
| ( Unione Sovietica) Ucraina (F)    | Kiev: Cattedrale di Santa Sofia e relative costruzioni monastiche, monastero di Pečerska Lavra                                      | Culturale | 527              |
| ( Unione Sovietica) Uzbekistan (F) | Itchan Kala di Khiva | Culturale | 543              |

## 1991 (15ª sessione)
22 siti (16 culturali, 6 naturali)
Sede: Cartagine  Tunisia
| Stato      | Definizione del sito                                                          | Categoria | Scheda UNESCO N. |
| ---------- | ----------------------------------------------------------------------------- | --------- | ---------------- |
| Australia  | Shark Bay                                                                     | Naturale  | 578              |
| Bolivia    | Città storica di Sucre                                                        | Culturale | 566              |
| Brasile    | Parco nazionale Serra da Capivara                                             | Culturale | 606              |
| Finlandia  | Fortezza di Suomenlinna                                                       | Culturale | 583              |
| Finlandia  | Vecchia Rauma (F)                                                             | Culturale | 582              |
| Francia    | Cattedrale di Notre-Dame, ex Abbazia di Saint-Remi e Palazzo del Tau, a Reims | Culturale | 601              |
| Francia    | Parigi, Argini della Senna                                                    | Culturale | 600              |
| Germania   | Abbazia e vecchia cattedrale di Lorsch                                        | Culturale | 515              |
| Indonesia  | Rovine del tempio di Borobudur                                                | Culturale | 592              |
| Indonesia  | Parco nazionale di Komodo                                                     | Naturale  | 609              |
| Indonesia  | Rovine del tempio di Prambanan                                                | Culturale | 642              |
| Indonesia  | Parco nazionale di Ujung Kulon (F)                                            | Naturale  | 608              |
| Messico    | Centro storico di Morelia                                                     | Culturale | 585              |
| Mozambico  | Isola di Mozambico (F)                                                        | Culturale | 599              |
| Niger      | Riserva naturale Aïr-Ténéré (F)                                               | Naturale  | 573              |
| Romania    | Delta del Danubio (F)                                                         | Naturale  | 588              |
| Spagna     | Monastero di Santa Maria di Poblet                                            | Culturale | 518              |
| Sri Lanka  | Tempio d'oro di Dambulla                                                      | Culturale | 561              |
| Svezia     | Il Castello di Drottningholm e il parco reale (F)                             | Culturale | 559              |
| Thailandia | Città storica di Ayutthaya e città storiche associate                         | Culturale | 576              |
| Thailandia | Città storica di Sukhothai e città storiche associate (F)                     | Culturale | 574              |
| Thailandia | Santuari della vita selvatica di Thungyai e Huai Kha Khaeng                   | Naturale  | 591              |

## 1992 (16ª sessione)
20 siti (16 culturali, 4 naturali)
Sede: Santa Fe  Stati Uniti
| Stato       | Definizione del sito                                         | Categoria | Scheda UNESCO N. |
| ----------- | ------------------------------------------------------------ | --------- | ---------------- |
| Albania     | Butrinto (F)                                                 | Culturale | 570              |
| Algeria     | Qasba di Algeri                                              | Culturale | 565              |
| Australia   | Isola di Fraser                                              | Naturale  | 630              |
| Cambogia    | Angkor (F)                                                   | Culturale | 668              |
| Cina        | Huanglong, area di interesse panoramico e storico            | Naturale  | 638              |
| Cina        | Valle del Jiuzhaigou, area di interesse panoramico e storico | Naturale  | 637              |
| Cina        | Wulingyuan, area di interesse panoramico e storico           | Naturale  | 640              |
| Francia     | Cattedrale di Bourges                                        | Culturale | 635              |
| Germania    | Miniere di Rammelsberg e città storica di Goslar             | Culturale | 623              |
| Grecia      | Il Pythagoreion e l'Heraion di Samo                          | Culturale | 595              |
| Messico     | Città preispanica di El Tajín                                | Culturale | 631              |
| Polonia     | Città vecchia di Zamość                                      | Culturale | 564              |
| Rep. Ceca   | Centro storico di Český Krumlov                              | Culturale | 617              |
| Rep. Ceca   | Centro storico di Praga                                      | Culturale | 616              |
| Rep. Ceca   | Centro storico di Telč (F)                                   | Culturale | 621              |
| Russia      | Insieme storico e culturale delle Isole Soloveckie           | Culturale | 632              |
| Russia      | Monumenti storici di Velikij Novgorod e dintorni             | Culturale | 604              |
| Russia      | Monumenti bianchi di Vladimir e Suzdal'                      | Culturale | 633              |
| Stati Uniti | Pueblo di Taos                                               | Culturale | 492              |
| Thailandia  | Sito archeologico di Ban Chiang                              | Culturale | 575              |

## 1993 (17ª sessione)
33 siti (29 culturali, 4 naturali)
Sede: Cartagena de Indias  Colombia
| Stato       | Definizione del sito                                                             | Categoria | Scheda UNESCO N. |
| ----------- | -------------------------------------------------------------------------------- | --------- | ---------------- |
| El Salvador | Sito archeologico Joya de Cerén (F)                                              | Culturale | 675              |
| Filippine   | Chiese barocche delle Filippine (F)                                              | Culturale | 677              |
| Filippine   | Parco naturale delle barriere coralline di Tubbataha                             | Naturale  | 653              |
| Germania    | Complesso monastico di Maulbronn                                                 | Culturale | 546              |
| Germania    | Città di Bamberga                                                                | Culturale | 624              |
| India       | Tomba di Humayun                                                                 | Culturale | 232              |
| India       | Complesso di Qutb                                                                | Culturale | 233              |
| Irlanda     | Brú na Bóinne – Complesso archeologico della valle del Boyne (F)                 | Culturale | 659              |
| Italia      | Sassi di Matera                                                                  | Culturale | 670              |
| Giappone    | Monumenti buddisti nell'area di Hōryū-ji                                         | Culturale | 660              |
| Giappone    | Castello di Himeji (F)                                                           | Culturale | 661              |
| Giappone    | Shirakami-Sanchi                                                                 | Naturale  | 663              |
| Giappone    | Yakushima                                                                        | Naturale  | 662              |
| Messico     | Centro storico di Zacatecas                                                      | Culturale | 676              |
| Messico     | Dipinti rupestri della Sierra de San Francisco                                   | Culturale | 714              |
| Messico     | Santuario delle balene di El Vizcaíno                                            | Naturale  | 554              |
| Paraguay    | Missioni gesuitiche di La Santísima Trinidad de Paraná e Jesús de Tavarangue (F) | Culturale | 648              |
| Romania     | Chiese della Moldavia                                                            | Culturale | 598              |
| Romania     | Monastero di Horezu                                                              | Culturale | 597              |
| Romania     | Villaggi con chiese fortificate in Transilvania                                  | Culturale | 596              |
| Russia      | Insieme architettonico del Monastero della Trinità di San Sergio a Sergiev Posad | Culturale | 657              |
| Slovacchia  | Città storica di Banská Štiavnica ed i Monumenti Tecnici nelle sue vicinanze     | Culturale | 618              |
| Slovacchia  | Levoča, Castello di Spiš e i suoi monumenti culturali                            | Culturale | 620              |
| Slovacchia  | Vlkolínec (F)                                                                    | Culturale | 622              |
| Spagna      | Complesso archeologico di Mérida                                                 | Culturale | 664              |
| Spagna      | Cammino di Santiago di Compostela                                                | Culturale | 669              |
| Spagna      | Monastero reale di Santa Maria di Guadalupe                                      | Culturale | 665              |
| Svezia      | Birka e Hovgården                                                                | Culturale | 555              |
| Svezia      | Stabilimento siderurgico di Engelsberg                                           | Culturale | 556              |
| Uzbekistan  | Centro storico di Bukhara                                                        | Culturale | 602              |
| Venezuela   | Coro e il suo porto (F)                                                          | Culturale | 658              |
| Vietnam     | Complesso dei monumenti di Huế (1993) (F)                                        | Culturale | 678              |
| Yemen       | Città storica di Zabid                                                           | Culturale | 611              |

## 1994 (18ª sessione)
29 siti (21 culturali, 8 naturali)
Sede: Phuket  Thailandia
| Stato       | Definizione del sito                                                      | Categoria | Scheda UNESCO N. |
| ----------- | ------------------------------------------------------------------------- | --------- | ---------------- |
| Australia   | Siti australiani dei mammiferi fossili (Riversleigh/Naracoorte            | Naturale  | 698              |
| Cina        | Antico complesso di edifici nei Monti Wudang, provincia di Hubei          | Culturale | 705              |
| Cina        | Insieme storico del Palazzo del Potala, Lhasa, Tibet                      | Culturale | 707              |
| Cina        | Località montana e templi circostanti, Chengde                            | Culturale | 703              |
| Cina        | Tempio e cimitero di Confucio e maniero della famiglia Kong a Qufu        | Culturale | 704              |
| Colombia    | Parco nazionale Los Katios                                                | Naturale  | 711              |
| Danimarca   | Colline di Jelling, pietre runiche e chiesa (F)                           | Culturale | 697              |
| Finlandia   | Antica chiesa di Petäjävesi                                               | Culturale | 584              |
| Georgia     | Cattedrale di Bagrati e Monastero di Gelati (F)                           | Culturale | 710              |
| Georgia     | Monumenti storici di Mtskheta                                             | Culturale | 708              |
| Germania    | Chiesa collegiata, castello e città vecchia di Quedlinburg                | Culturale | 535              |
| Germania    | Stabilimento siderurgico di Völklingen                                    | Culturale | 687              |
| Giappone    | Monumenti storici dell'antica Kyoto (città di Kyoto, Uji ed Ōtsu)         | Culturale | 688              |
| Italia      | Città di Vicenza e le ville palladiane del Veneto                         | Culturale | 712              |
| Lituania    | Centro storico di Vilnius (F)                                             | Culturale | 541              |
| Lussemburgo | Città di Lussemburgo: i suoi vecchi quartieri e fortificazioni (F)        | Culturale | 699              |
| Messico     | Monasteri sulle pendici del Popocatépetl del principio del XVI secolo     | Culturale | 702              |
| Oman        | Santuario dell'Orice d'Arabia Rimosso dalla lista nel 2007                | Naturale  | 654              |
| Perù        | Linee e geoglifi di Nazca e della Pampa de Jumana                         | Culturale | 700              |
| Rep. Ceca   | Santuario di San Giovanni Nepomuceno sulla Zelená Hora a Žďár nad Sázavou | Culturale | 690              |
| Russia      | Chiesa dell'Ascensione, Kolomenskoe                                       | Culturale | 634              |
| Spagna      | Parco nazionale di Doñana                                                 | Naturale  | 685              |
| Svezia      | Incisioni rupestri a Tanum                                                | Culturale | 557              |
| Svezia      | Skogskyrkogården                                                          | Culturale | 558              |
| Turchia     | Città di Safranbolu                                                       | Culturale | 614              |
| Uganda      | Parco nazionale impenetrabile di Bwindi (F)                               | Naturale  | 682              |
| Uganda      | Parco nazionale dei Monti Rwenzori                                        | Naturale  | 684              |
| Venezuela   | Parco nazionale di Canaima                                                | Naturale  | 701              |
| Vietnam     | Baia di Ha Long                                                           | Naturale  | 672              |

## 1995 (19ª sessione)
29 siti (23 culturali, 6 naturali)
Sede:  Germania
| Stato                                                        | Definizione del sito                                                                                          | Categoria | Scheda UNESCO N. |
| ------------------------------------------------------------ | --- | --------- | ---------------- |
| Canada                                                       | Città vecchia di Lunenburg                                                                                    | Culturale | 741              |
| Canada Stati Uniti                                           | Parco internazionale della pace Waterton-Glacier                                                              | Naturale  | 354              |
| Cile                                                         | Parco nazionale di Rapa Nui (F)                                                                               | Culturale | 715              |
| Colombia                                                     | Centro storico di Santa Cruz de Mompox                                                                        | Culturale | 742              |
| Colombia                                                     | Parco archeologico nazionale di Tierradentro                                                                  | Culturale | 743              |
| Colombia                                                     | Parco Archeologico San Agustín                                                                                | Culturale | 744              |
| Rep. Ceca                                                    | Kutná Hora: Centro storico della città con la Chiesa di Santa Barbara e la Chiesa di Nostra Signora di Sedlec | Culturale | 732              |
| Danimarca                                                    | Cattedrale di Roskilde                                                                                        | Culturale | 695              |
| Francia                                                      | Centro storico di Avignone                                                                                    | Culturale | 228              |
| Germania                                                     | Sito fossile del Pozzo di Messel                                                                              | Naturale  | 720              |
| Ungheria Slovacchia                                          | Grotte del Carso di Aggtelek e del Carso slovacco                                                             | Naturale  | 725              |
| Italia                                                       | Crespi d'Adda                                                                                                 | Culturale | 730              |
| Italia                                                       | Ferrara città del Rinascimento e delta del Po                                                                 | Culturale | 733              |
| Italia                                                       | Centro storico di Napoli                                                                                      | Culturale | 726              |
| Italia                                                       | Centro storico di Siena                                                                                       | Culturale | 717              |
| Giappone                                                     | Villaggi storici di Shirakawa-go e Gokayama                                                                   | Culturale | 734              |
| Laos                                                         | Villaggio di Luang Prabang (F)                                                                                | Culturale | 479              |
| Paesi Bassi                                                  | Schokland e dintorni (F)                                                                                      | Culturale | 739              |
| Filippine                                                    | Risaie a terrazzamenti delle cordigliere delle Filippine                                                      | Culturale | 722              |
| Portogallo                                                   | Paesaggio culturale di Sintra                                                                                 | Culturale | 723              |
| Corea del Sud                                                | Tempio di Haeinsa, dove sono conservate le tavolette Tripitaka Koreana                                        | Culturale | 737              |
| Corea del Sud                                                | Santuario di Jongmyo                                                                                          | Culturale | 738              |
| Corea del Sud                                                | Tempio sotterraneo di Seokguram e Tempio di Bulguksa (F)                                                      | Culturale | 736              |
| Russia                                                       | Foresta vergine di Komi                                                                                       | Naturale  | 719              |
| Svezia                                                       | La cittadina anseatica di Visby                                                                               | Culturale | 731              |
| Regno Unito ( Sant'Elena, Ascensione e Tristan da Cunha) (F) | Riserva naturale dell'Isola Gough e dell'Isola Inaccessibile                                                  | Naturale  | 740              |
| Regno Unito (Scozia)                                         | Città vecchia e nuova di Edimburgo                                                                            | Naturale  | 728              |
| Stati Uniti                                                  | Parco nazionale delle Carlsbad Caverns                                                                        | Naturale  | 721              |
| Uruguay                                                      | Quartiere storico della città di Colonia del Sacramento (F)                                                   | Culturale | 747              |

## 1996 (20ª sessione)
37 siti (30 culturali, 5 naturali, 2 misti)
Sede: Mérida  Messico
| Stato        | Definizione del sito                                                       | Categoria | Scheda UNESCO N. |
| ------------ | -------------------------------------------------------------------------- | --------- | ---------------- |
| Armenia      | Monasteri di Haghpat e Sanahin (F)                                         | Culturale | 777              |
| Austria      | Centro storico della città di Salisburgo                                   | Culturale | 784              |
| Austria      | Palazzo e giardini di Schönbrunn (F)                                       | Culturale | 786              |
| Belize       | Sistema della riserva naturale della Belize Barrier Reef (F)               | Naturale  | 764              |
| Cina         | Parco nazionale del Lushan                                                 | Culturale | 778              |
| Cina         | Area panoramica del Monte Emei, compreso il Buddha gigante di Leshan       | Misto     | 779              |
| Finlandia    | Mulino in legno di Verla                                                   | Culturale | 751              |
| Francia      | Canal du Midi                                                              | Culturale | 770              |
| Georgia      | Alto Svaneti                                                               | Culturale | 709              |
| Germania     | Il Bauhaus e i suoi siti a Weimar e Dessau                                 | Culturale | 729              |
| Germania     | Duomo di Colonia                                                           | Culturale | 292              |
| Germania     | Città luterane di Eisleben e Wittenberg                                    | Culturale | 783              |
| Grecia       | Sito archeologico di Verghina                                              | Culturale | 780              |
| Ungheria     | Monastero benedettino millenario di Pannonhalma e il suo ambiente naturale | Culturale | 758              |
| Indonesia    | Sito del primo uomo di Sangiran                                            | Culturale | 593              |
| Irlanda      | Skellig Michael                                                            | Culturale | 757              |
| Italia       | Castel del Monte                                                           | Culturale | 398              |
| Italia       | Monumenti paleocristiani di Ravenna                                        | Culturale | 788              |
| Italia       | Centro storico della città di Pienza                                       | Culturale | 789              |
| Italia       | Trulli di Alberobello                                                      | Culturale | 787              |
| Giappone     | Memoriale della pace di Hiroshima                                          | Culturale | 775              |
| Giappone     | Santuario di Itsukushima                                                   | Culturale | 776              |
| Mauritania   | Antichi Ksour di Ouadane, Chinguetti, Tichitt e Oualata                    | Culturale | 750              |
| Messico      | Area storica monumentale di Santiago de Querétaro                          | Culturale | 792              |
| Messico      | Città preispanica Uxmal                                                    | Culturale | 791              |
| Marocco      | Città storica di Meknès                                                    | Culturale | 793              |
| Niger        | Parco nazionale W del Niger                                                | Naturale  | 749              |
| Paesi Bassi  | Linea di difesa di Amsterdam                                               | Culturale | 759              |
| Portogallo   | Centro storico di Porto, Ponte Dom Luís I e Monastero di Serra do Pilar    | Culturale | 755              |
| Rep. Ceca    | Paesaggio culturale di Lednice-Valtice                                     | Culturale | 763              |
| RD del Congo | Riserva faunistica degli okapi                                             | Naturale  | 718              |
| Russia       | Lago Bajkal                                                                | Naturale  | 754              |
| Russia       | Vulcani della Kamčatka                                                     | Naturale  | 765              |
| Spagna       | Città storica fortificata di Cuenca                                        | Culturale | 781              |
| Spagna       | La Lonja de la Seda di Valencia                                            | Culturale | 782              |
| Svezia       | Il villaggio parrocchiale di Gammelstad, Luleå                             | Culturale | 762              |
| Svezia       | Lapponia#Patrimonio dell'Umanità                                           | Misto     | 774              |

## 1997 (21ª sessione)
46 siti (38 culturali, 7 naturali, 1 misto)
Sede: Napoli  Italia
| Stato                     | Definizione del sito                                                                                        | Categoria | Scheda UNESCO N. |
| ------------------------- | --- | --------- | ---------------- |
| Australia                 | Isole Heard e McDonald                                                                                      | Naturale  | 577              |
| Australia                 | Isola Macquarie                                                                                             | Naturale  | 629              |
| Austria                   | Panorama culturale di Hallstatt-Dachstein, Salzkammergut                                                    | Culturale | 806              |
| Bangladesh                | Sundarbans                                                                                                  | Naturale  | 798              |
| Brasile                   | Centro storico di São Luís                                                                                  | Culturale | 821              |
| Cina                      | Antica città di Pingyao                                                                                     | Culturale | 812              |
| Cina                      | Giardini classici di Suzhou                                                                                 | Culturale | 813              |
| Cina                      | Città vecchia di Lijiang                                                                                    | Culturale | 811              |
| Corea del Sud             | Complesso del palazzo di Changdeokgung                                                                      | Culturale | 816              |
| Corea del Sud             | Fortezza di Hwaseong                                                                                        | Culturale | 817              |
| Costa Rica                | Parco nazionale Isola del Coco                                                                              | Naturale  | 820              |
| Croazia                   | Complesso episcopale della Basilica Eufrasiana nel centro storico di Parenzo                                | Culturale | 809              |
| Croazia                   | Città storica di Traù                                                                                       | Culturale | 810              |
| Cuba                      | Castello di San Pedro de la Roca, Santiago di Cuba                                                          | Culturale | 841              |
| Dominica                  | Parco nazionale Morne Trois Pitons (F)                                                                      | Naturale  | 814              |
| Estonia                   | Centro storico (Città vecchia) di Tallinn (F)                                                               | Culturale | 822              |
| Francia                   | Storica città fortificata di Carcassonne                                                                    | Culturale | 345              |
| Francia Spagna            | Pirenei-Mont Perdu                                                                                          | Misto     | 773              |
| Italia                    | Palazzo Reale del XVIII secolo di Caserta, con il parco, l'acquedotto Carolino e il complesso di San Leucio | Culturale | 549              |
| Italia                    | Parco Archeologico e Paesaggistico della Valle dei Templi di Agrigento                                      | Culturale | 831              |
| Italia                    | Aree archeologiche di Pompei, Ercolano e Torre Annunziata                                                   | Culturale | 829              |
| Italia                    | Orto botanico di Padova                                                                                     | Culturale | 824              |
| Italia                    | Duomo, Torre Civica e piazza Grande di Modena                                                               | Culturale | 827              |
| Italia                    | Costiera amalfitana                                                                                         | Culturale | 830              |
| Italia                    | Portovenere, Cinque Terre, and the Islands (Palmaria, Tino and Tinetto)                                     | Culturale | 826              |
| Italia                    | Residenze sabaude di Torino e dintorni                                                                      | Culturale | 823              |
| Italia                    | Su Nuraxi di Barumini                                                                                       | Culturale | 833              |
| Italia                    | Villa romana del Casale                                                                                     | Culturale | 832              |
| Kenya                     | Parchi nazionali del Lago Turkana                                                                           | Naturale  | 801              |
| Kenya                     | Parco nazionale del Monte Kenya (F)                                                                         | Naturale  | 800              |
| Lettonia                  | Centro storico di Riga (F)                                                                                  | Culturale | 852              |
| Marocco                   | Sito archeologico di Volubilis                                                                              | Culturale | 836              |
| Marocco                   | Medina di Tétouan                                                                                           | Culturale | 837              |
| Messico                   | Hospicio Cabañas, Guadalajara                                                                               | Culturale | 815              |
| Nepal                     | Lumbini, il luogo natale di Buddha                                                                          | Culturale | 666              |
| Paesi Bassi               | Area storica di Willemstad, città interna e porto                                                           | Culturale | 819              |
| Paesi Bassi               | Rete dei mulini a vento a Kinderdijk-Elshout                                                                | Culturale | 818              |
| Pakistan                  | Forte Rohtas                                                                                                | Culturale | 586              |
| Panama                    | Sito archeologico di Panamá Viejo e distretto storico di Panama                                             | Culturale | 790              |
| Polonia                   | Castello dell'Ordine teutonico a Malbork                                                                    | Culturale | 847              |
| Polonia                   | Città medievale di Toruń                                                                                    | Culturale | 835              |
| Regno Unito (Inghilterra) | Greenwich marittima                                                                                         | Culturale | 795              |
| Spagna                    | Las Médulas                                                                                                 | Culturale | 803              |
| Spagna                    | Palau de la Música Catalana e Ospedale di Sant Pau, Barcellona                                              | Culturale | 804              |
| Spagna                    | San Millán Monasteri di Yuso e Suso, La Rioja                                                               | Culturale | 805              |
| Tunisia                   | Thugga | Culturale | 794              |

## 1998 (22ª sessione)
30 siti (27 culturali, 3 naturali)
Sede: Kyoto  Giappone
| Stato             | Definizione del sito                                                                                           | Categoria | Scheda UNESCO N. |
| ----------------- | --- | --------- | ---------------- |
| Austria           | Ferrovia del Semmering                                                                                         | Culturale | 785              |
| Belgio            | Beghinaggi fiamminghi                                                                                          | Culturale | 855              |
| Belgio            | Grand Place, Bruxelles (F)                                                                                     | Culturale | 857              |
| Belgio            | I quattro ascensori idraulici del Canal du Centre e suoi dintorni, La Louvière e Le Roeulx (Hainaut)           | Culturale | 856              |
| Bolivia           | Forte di Samaipata                                                                                             | Culturale | 883              |
| Cina              | Palazzo d'Estate e giardino imperiale di Pechino                                                               | Culturale | 880              |
| Cina              | Il Tempio del Cielo: un altare sacrificale imperiale a Pechino                                                 | Culturale | 881              |
| Cipro             | Choirokoitia                                                                                                   | Culturale | 848              |
| Francia           | Sito storico di Lione                                                                                          | Culturale | 872              |
| Francia           | Strade francesi per Santiago de Compostela                                                                     | Culturale | 868              |
| Germania          | Weimar classica                                                                                                | Culturale | 846              |
| Giappone          | Monumenti storici dell'antica Nara                                                                             | Culturale | 870              |
| Italia            | Area archeologica e Basilica patriarcale di Aquileia                                                           | Culturale | 825              |
| Italia            | Parco Nazionale del Cilento e Vallo di Diano con il sito archeologico di Paestum, Velia e la Certosa di Padula | Culturale | 842              |
| Italia            | Centro storico di Urbino                                                                                       | Culturale | 828              |
| Isole Salomone    | East Rennell (F)                                                                                               | Naturale  | 854              |
| Libano            | Ouadi Qadisha (la Valle sacra) e la Foresta dei cedri di Dio (Horsh Arz el-Rab)                                | Culturale | 850              |
| Messico           | Area archeologica di Paquimé, Casas Grandes, Chihuahua                                                         | Culturale | 560              |
| Messico           | Area storica monumentale di Tlacotalpan                                                                        | Culturale | 862              |
| Nuova Zelanda     | Isole sub-antartiche della Nuova Zelanda                                                                       | Naturale  | 877              |
| Paesi Bassi       | Ir.D.F. Woudagemaal (Stazione di pompaggio del vapore di Wouda)                                                | Culturale | 867              |
| Portogallo Spagna | Siti di arte paleolitica nella Valle del Côa e Siega Verde                                                     | Culturale | 866              |
| Russia            | Montagne d'Oro dell'Altaj                                                                                      | Naturale  | 768              |
| Rep. Ceca         | Giardini e castello a Kroměříž                                                                                 | Culturale | 860              |
| Rep. Ceca         | Villaggio storico di Holašovice                                                                                | Culturale | 861              |
| Spagna            | Pitture rupestri del bacino del Mediterraneo nella penisola iberica                                            | Culturale | 874              |
| Spagna            | Università e distretto storico dell'Alcalá de Henares                                                          | Culturale | 876              |
| Svezia            | Porto navale di Karlskrona                                                                                     | Culturale | 871              |
| Turchia           | Sito archeologico di Troia                                                                                     | Culturale | 849              |
| Ucraina           | Centro storico di Leopoli                                                                                      | Culturale | 865              |

## 1999 (23ª sessione)
48 siti (35 culturali, 11 naturali, 2 misti)
Sede: Marrakech  Marocco
| Stato                | Definizione del sito                                                                                                   | Categoria | Scheda UNESCO N. |
| -------------------- | --- | --------- | ---------------- |
| Argentina            | Cueva de las Manos, presso il Rio Pinturas                                                                             | Culturale | 936              |
| Argentina            | Penisola di Valdés | Naturale  | 937              |
| Austria              | Centro storico della città di Graz e Castello Eggenberg                                                                | Culturale | 931              |
| Belgio Francia       | Torri campanarie di Belgio e Francia                                                                                   | Culturale | 943              |
| Brasile              | Riserve della foresta atlantica sud-orientale                                                                          | Naturale  | 893              |
| Brasile              | Riserve della foresta atlantica costa della scoperta                                                                   | Naturale  | 892              |
| Brasile              | Centro storico della città di Diamantina                                                                               | Culturale | 890              |
| Canada               | Parco nazionale Miguasha                                                                                               | Naturale  | 686              |
| Cina                 | Incisioni rupestri di Dazu                                                                                             | Culturale | 912              |
| Cina                 | Monte Wuyi | Misto     | 911              |
| Costa Rica           | Area di conservazione Guanacaste                                                                                       | Naturale  | 928              |
| Cuba                 | Parco nazionale sbarco del Granma                                                                                      | Naturale  | 889              |
| Cuba                 | Valle Viñales | Culturale | 840              |
| Ecuador              | Centro storico di Cuencua                                                                                              | Culturale | 863              |
| Filippine            | Città storica di Vigan                                                                                                 | Culturale | 502              |
| Filippine            | Parco nazionale del fiume sotterraneo di Puerto Princesa                                                               | Naturale  | 652              |
| Finlandia            | Luogo di sepoltura dell'Età del bronzo di Sammallahdenmäki                                                             | Culturale | 579              |
| Francia              | Giurisdizione di Saint-Émilion                                                                                         | Culturale | 932              |
| Germania             | Isola dei musei, Berlino                                                                                               | Culturale | 896              |
| Germania             | Castello di Wartburg                                                                                                   | Culturale | 897              |
| Giappone             | Santuari e templi di Nikkō                                                                                             | Culturale | 913              |
| Grecia               | Sito archeologico di Micene e Tirinto                                                                                  | Culturale | 941              |
| Grecia               | Centro storico di Chorá con il Monastero di San Giovanni "il teologo" e la Caverna dell'Apocalisse sull'isola di Patmo | Culturale | 942              |
| India                | Ferrovie di montagna dell'India                                                                                        | Culturale | 944              |
| Indonesia            | Parco nazionale di Lorentz                                                                                             | Naturale  | 955              |
| Italia               | Villa Adriana a Tivoli                                                                                                 | Culturale | 907              |
| Messico              | Area monumentale archeologica di Xochicalco                                                                            | Culturale | 939              |
| Messico              | Villaggio storico fortificato di Campeche                                                                              | Culturale | 895              |
| Nigeria              | Paesaggio culturale di Sukur (F)                                                                                       | Culturale | 938              |
| Paesi Bassi          | Droogmakerij di Beemster (Beemster Polder)                                                                             | Culturale | 899              |
| Polonia              | Kalwaria Zebrzydowska                                                                                                  | Culturale | 905              |
| Portogallo           | Laurisilva di Madera                                                                                                   | Naturale  | 934              |
| Regno Unito (Scozia) | Cuore delle Orcadi neolitiche                                                                                          | Culturale | 514              |
| Rep. Ceca            | Castello di Litomyšl                                                                                                   | Culturale | 901              |
| Romania              | Fortezze dacie dei monti Orăștie                                                                                       | Culturale | 906              |
| Romania              | Centro storico di Sighișoara                                                                                           | Culturale | 902              |
| Romania              | Chiese lignee del Maramureș                                                                                            | Culturale | 904              |
| Russia               | Caucaso occidentale | Naturale  | 900              |
| Saint Kitts e Nevis  | Parco nazionale della fortezza di Brimstone Hill (F)                                                                   | Culturale | 910              |
| Sudafrica Mozambico  | Parco della zona umida di iSimangaliso – Parco nazionale di Maputo                                                     | Naturale  | 914              |
| Sudafrica            | Luoghi di ritrovamento di Sterkfontein, Swartkrans e Kromdraai                                                         | Culturale | 915              |
| Sudafrica            | Robben Island (F) | Culturale | 916              |
| Spagna               | Ibiza, biodiversità e cultura                                                                                          | Misto     | 417              |
| Spagna               | San Cristóbal de La Laguna                                                                                             | Culturale | 929              |
| Turkmenistan         | Parco storico e culturale di Stato "Antica Merv" (F)                                                                   | Culturale | 886              |
| Ungheria             | Parco nazionale di Hortobágy - la puszta                                                                               | Culturale | 474              |
| Vietnam              | Antica città di Hội An                                                                                                 | Culturale | 948              |
| Vietnam              | Santuario di Mỹ Sơn | Culturale | 949              |

## 2000 (24ª sessione)
61 siti (50 culturali, 10 naturali, 1 misto)
Sede: Cairns  Australia
| Stato                      | Definizione del sito                                                              | Categoria | Scheda UNESCO N. |
| -------------------------- | --------------------------------------------------------------------------------- | --------- | ---------------- |
| Argentina                  | Parchi di Ischigualasto e Talampaya                                               | Naturale  | 966              |
| Argentina                  | Blocco Gesuita e Estancias di Córdoba                                             | Culturale | 995              |
| Armenia                    | Cattedrale e chiese di Echmiadzin e sito archeologico di Zvartnots                | Culturale | 1011             |
| Armenia                    | Monastero di Geghard e Alta Valle dell'Azat                                       | Culturale | 960              |
| Australia                  | Area delle Greater Blue Mountains                                                 | Naturale  | 917              |
| Austria                    | Panorama culturale della Wachau                                                   | Culturale | 970              |
| Azerbaigian                | Città-fortezza di Baku con il Palazzo di Shirvanshah e la Torre della Vergine (F) | Culturale | 958              |
| Bielorussia                | Complesso del Castello di Mir                                                     | Culturale | 625              |
| Belgio                     | Centro storico di Bruges                                                          | Culturale | 996              |
| Belgio                     | Principali case cittadine dell'architetto Victor Horta                            | Culturale | 1005             |
| Belgio                     | Cave neolitiche di selce a Spiennes                                               | Culturale | 1006             |
| Belgio                     | Cattedrale di Notre-Dame a Tournai                                                | Culturale | 1009             |
| Bolivia                    | Parco nazionale Noel Kempff Mercado                                               | Naturale  | 967              |
| Bolivia                    | Tiahuanaco: centro spirituale e politico della cultura Tiahuanaco                 | Culturale | 567              |
| Brasile                    | Complesso di conservazione dell'Amazzonia centrale                                | Naturale  | 998              |
| Brasile                    | Area di conservazione del Pantanal                                                | Naturale  | 999              |
| Cile                       | Chiese di Chiloé                                                                  | Culturale | 971              |
| Cina                       | Antichi villaggi nell'Anhui meridionale-Xidi e Hongcun                            | Culturale | 1002             |
| Cina                       | Tombe imperiali delle dinastie Ming e Qing                                        | Culturale | 1004             |
| Cina                       | Grotte di Longmen                                                                 | Culturale | 1003             |
| Cina                       | Monte Qincheng e il sistema di irrigazione del Dujiangyan, provincia di Sichuan   | Culturale | 1001             |
| Corea del Sud              | Siti dolmenici di Gochang, Hwasun e Ganghwa                                       | Culturale | 977              |
| Corea del Sud              | Aree storiche di Gyeongju                                                         | Culturale | 976              |
| Croazia                    | Cattedrale di San Giacomo a Sebenico                                              | Culturale | 963              |
| Cuba                       | Paesaggio archeologico delle prime piantagioni di caffè nel sud-est di Cuba       | Culturale | 1008             |
| Danimarca                  | Castello di Kronborg                                                              | Culturale | 696              |
| Finlandia Svezia           | Alta costa / Arcipelago del Kvarken                                               | Naturale  | 898              |
| Francia                    | La Valle della Loira tra Sully-sur-Loire e Chalonnes-sur-Loire                    | Culturale | 933              |
| Germania                   | Regno giardino di Dessau-Wörlitz                                                  | Culturale | 534              |
| Germania                   | Isola di Reichenau                                                                | Culturale | 974              |
| Giappone                   | Siti Gusuku e beni associati del Regno delle Ryūkyū                               | Culturale | 972              |
| Italia                     | Assisi, la Basilica di San Francesco e altri siti francescani                     | Culturale | 990              |
| Italia                     | Città di Verona                                                                   | Culturale | 797              |
| Italia                     | Isole Eolie                                                                       | Naturale  | 908              |
| Lesotho (F) Sudafrica      | Parco Maloti-Drakensberg                                                          | Misto     | 985              |
| Lituania Russia            | Istmo di Curlandia                                                                | Culturale | 994              |
| Malaysia                   | Parco nazionale di Gunung Mulu                                                    | Naturale  | 1013             |
| Malaysia                   | Parco di Kinabalu (F)                                                             | Naturale  | 1012             |
| Nicaragua                  | Rovine di León Viejo (F)                                                          | Culturale | 613              |
| Oman                       | Terra dell'incenso                                                                | Culturale | 1010             |
| Paesi Bassi                | Casa Rietveld Schröder                                                            | Culturale | 965              |
| Perù                       | Centro storico della città di Arequipa                                            | Culturale | 1016             |
| Regno Unito ( Bermuda) (F) | Città storica di Saint George e relative fortificazioni                           | Culturale | 983              |
| Regno Unito (Galles)       | Paesaggio industriale di Blaenavon                                                | Culturale | 984              |
| Rep. Ceca                  | Colonna della Santissima Trinità a Olomouc                                        | Culturale | 859              |
| Russia                     | Insieme del monastero di Ferapontov                                               | Culturale | 982              |
| Russia                     | Complesso storico e architettonico del Cremlino di Kazan'                         | Culturale | 980              |
| Senegal                    | Isola di Saint-Louis                                                              | Culturale | 956              |
| Slovacchia                 | Riserva di conservazione della città di Bardejov                                  | Culturale | 973              |
| Spagna                     | Complesso archeologico di Tárraco a Tarragona                                     | Culturale | 875              |
| Spagna                     | Sito archeologico di Atapuerca                                                    | Culturale | 989              |
| Spagna                     | Chiese romaniche catalane della Vall de Boí                                       | Culturale | 988              |
| Spagna                     | Palmeto di Elche                                                                  | Culturale | 930              |
| Spagna                     | Mura romane di Lugo                                                               | Culturale | 987              |
| Suriname                   | Riserva naturale del Suriname centrale (F)                                        | Naturale  | 1017             |
| Svezia                     | Paesaggio agricolo dell'Öland meridionale                                         | Culturale | 968              |
| Svizzera                   | I tre castelli e la cinta muraria di Bellinzona                                   | Culturale | 884              |
| Tanzania                   | La città di Stone Town (centro storico) a Zanzibar                                | Culturale | 173              |
| Ungheria                   | Cimitero paleocristiano di Pécs                                                   | Culturale | 853              |
| Uzbekistan                 | Centro storico di Shahrisabz                                                      | Culturale | 885              |
| Venezuela                  | Città universitaria dell'Università Centrale del Venezuela, a Caracas             | Culturale | 986              |

## 2001 (25ª sessione)
31 siti (25 culturali, 6 naturali)
Sede: Helsinki  Finlandia
| Stato                     | Definizione del sito                                                                         | Categoria | Scheda UNESCO N. |
| ------------------------- | -------------------------------------------------------------------------------------------- | --------- | ---------------- |
| Austria                   | Centro storico di Vienna                                                                     | Culturale | 1033             |
| Austria Ungheria          | Paesaggio culturale del lago di Neusiedl                                                     | Culturale | 772              |
| Botswana                  | Tsodilo (F)                                                                                  | Culturale | 1021             |
| Brasile                   | Isole atlantiche brasiliane: riserve di Fernando de Noronha e Atol das Rocas                 | Naturale  | 1000             |
| Brasile                   | Aree protette del Cerrado: Parco nazionale Chapada dos Veadeiros e Parco nazionale delle Ema | Naturale  | 1035             |
| Brasile                   | Centro storico della città di Goiás                                                          | Culturale | 993              |
| Cina                      | Grotte di Yungang                                                                            | Culturale | 1039             |
| Cuba                      | Parco nazionale Alejandro de Humboldt                                                        | Naturale  | 839 x            |
| Francia                   | Provins, città delle fiere medioevali                                                        | Culturale | 873              |
| Germania                  | Complesso industriale delle Miniere di carbone dello Zollverein ad Essen                     | Culturale | 975              |
| Israele                   | Masada (F)                                                                                   | Culturale | 1040             |
| Israele                   | Città vecchia di Acri                                                                        | Culturale | 1042             |
| Italia                    | Villa d'Este a Tivoli                                                                        | Culturale | 1025             |
| Kenya                     | Città vecchia di Lamu                                                                        | Culturale | 1055             |
| Laos                      | Vat Phou con gli antichi insediamenti nel paesaggio culturale di Champasak                   | Culturale | 481              |
| Madagascar                | Collina reale di Ambohimanga                                                                 | Culturale | 950              |
| Marocco                   | Medina di Essaouira (l'antica Mogador)                                                       | Culturale | 753              |
| Polonia                   | Chiese della Pace a Jawór e Świdnica                                                         | Culturale | 1054             |
| Portogallo                | Regione vinicola dell'Alto Douro                                                             | Culturale | 1046             |
| Portogallo                | Centro storico di Guimarães                                                                  | Culturale | 1031             |
| Regno Unito (Inghilterra) | Mulini della valle del Derwent                                                               | Culturale | 1030             |
| Regno Unito (Inghilterra) | La costa del Dorset e del Devon orientale                                                    | Naturale  | 1029             |
| Regno Unito (Inghilterra) | Saltaire                                                                                     | Culturale | 1028             |
| Regno Unito (Scozia)      | New Lanark                                                                                   | Culturale | 429              |
| Rep. Ceca                 | Villa Tugendhat a Brno                                                                       | Culturale | 1052             |
| Russia                    | Sichotė-Alin' centrale                                                                       | Naturale  | 766              |
| Spagna                    | Panorama culturale di Aranjuez                                                               | Culturale | 1044             |
| Svezia                    | L'area estrattiva di Falu koppargruva presso Falun                                           | Culturale | 1027             |
| Svizzera                  | Jungfrau-Aletsch-Bietschhorn                                                                 | Naturale  | 1037             |
| Uganda                    | Tombe di Kasubi dei re del Buganda a Kasubi                                                  | Culturale | 1022             |
| Uzbekistan                | Samarcanda - crocevia di culture                                                             | Culturale | 603              |

## 2002 (26ª sessione)
9 siti (8 culturali, 1 misto)
Sede: Budapest  Ungheria
| Stato       | Definizione del sito                                                     | Categoria | Scheda UNESCO N. |
| ----------- | ------------------------------------------------------------------------ | --------- | ---------------- |
| Afghanistan | Minareto e resti archeologici di Jam (nei pressi del fiume Hari Rud) (F) | Culturale | 211              |
| Egitto      | Monastero di Santa Caterina                                              | Culturale | 954              |
| Germania    | Centri storici di Stralsund e Wismar                                     | Culturale | 1067             |
| Germania    | Gola del Reno, fra Coblenza e Bingen                                     | Culturale | 1066             |
| Ungheria    | Paesaggio delle coltivazioni della regione del vino Tokaj                | Culturale | 1063             |
| India       | Tempio di Mahabodhi                                                      | Culturale | 1056             |
| Italia      | Città tardo barocche del Val di Noto (Sicilia sud-orientale)             | Culturale | 1024             |
| Messico     | Antica città Maya di Calakmul, Campeche                                  | Misto     | 1061             |
| Suriname    | Centro storico di Paramaribo                                             | Culturale | 940              |

## 2003 (27ª sessione)
24 siti (19 culturali, 5 naturali)
Sede: Parigi  Francia
| Stato                     | Definizione del sito                                                 | Categoria | Scheda UNESCO N. |
| ------------------------- | -------------------------------------------------------------------- | --------- | ---------------- |
| Afghanistan               | Panorama culturale e resti archeologici della Valle di Bamiyan       | Culturale | 208              |
| Argentina                 | Quebrada de Humahuaca                                                | Culturale | 1116             |
| Australia                 | Parco nazionale Purnululu                                            | Naturale  | 1094             |
| Cile                      | Quartiere storico della città portuale di Valparaíso                 | Culturale | 959              |
| Cina                      | Area protetta dei tre fiumi paralleli dello Yunnan                   | Naturale  | 1083             |
| Gambia                    | Isola James e siti correlati (F)                                     | Culturale | 761              |
| India                     | Rifugi rupestri di Bhimbetka                                         | Culturale | 925              |
| Iran                      | Takht-e Soleyman                                                     | Culturale | 1077             |
| Iraq                      | Assur (Qal'at Sherqat)                                               | Culturale | 1130             |
| Israele                   | La "città bianca" di Tel Aviv - movimento Moderno                    | Culturale | 1096             |
| Italia                    | Sacri Monti del Piemonte e della Lombardia                           | Culturale | 1068             |
| Italia Svizzera           | Monte San Giorgio                                                    | Naturale  | 1090             |
| Kazakistan                | Mausoleo di Khoja Ahmed Yasawi di Turkistan (F)                      | Culturale | 1103             |
| Messico                   | Missioni francescane nella Sierra Gorda di Querétaro                 | Culturale | 1079             |
| Mongolia (F) Russia       | Bacino di Uvs Nuur                                                   | Naturale  | 769              |
| Polonia                   | Chiese in legno della Piccola Polonia meridionale                    | Culturale | 1053             |
| Regno Unito (Inghilterra) | Royal Botanic Gardens di Kew                                         | Culturale | 1084             |
| Rep. Ceca                 | Quartiere ebraico e Basilica di San Procopio a Třebíč                | Culturale | 1078             |
| Russia                    | Cittadella, città antica e costruzioni della fortezza di Derbent     | Culturale | 1070             |
| Sudafrica                 | Mapungubwe                                                           | Culturale | 1099             |
| Spagna                    | Úbeda-Baeza: dualità urbana, unità culturale                         | Culturale | 522              |
| Sudan                     | Gebel Barkal e i siti della regione di Napata (F)                    | Culturale | 1073             |
| Vietnam Laos              | Parco nazionale di Phong Nha-Ke Bang e Parco nazionale di Hin Nam No | Naturale  | 951              |
| Zimbabwe                  | Matobo Hills                                                         | Culturale | 306              |

## 2004 (28ª sessione)
34 siti (29 culturali, 5 naturali)
Sede: Suzhou  Cina
| Stato                         | Definizione del sito | Categoria | Scheda UNESCO N. |
| ----------------------------- | --- | --------- | ---------------- |
| Andorra                       | La valle Madriu Perafita Claror (F)                                                                                                 | Culturale | 1160             |
| Australia                     | Royal Exhibition Building e i Carlton Gardens                                                                                       | Culturale | 1131             |
| Cina                          | Città capitali e tombe dell'antico regno Goguryeo                                                                                   | Culturale | 1135             |
| Corea del Nord                | Complesso di tombe Goguryeo (F) | Culturale | 1091             |
| Danimarca                     | Fiordo ghiacciato presso Ilulissat, in Groenlandia                                                                                  | Naturale  | 1149             |
| Germania                      | La valle dell'Elba a Dresda Rimosso dalla lista nel 2009                                                                            | Culturale | 1156             |
| Germania                      | Il municipio e la statua di Rolando sulla piazza del mercato di Brema                                                               | Culturale | 1087             |
| Germania Polonia              | Parco di Muskau | Culturale | 1127             |
| Giappone                      | Siti sacri e vie di pellegrinaggio nella catena montuosa di Kii                                                                     | Culturale | 1142             |
| Giordania                     | Umm al-Rasas (Kastrom Mefa'a) | Culturale | 1093             |
| Islanda                       | Parco nazionale Þingvellir (F) | Culturale | 1152             |
| India                         | Parco archeologico Champaner-Pavagadh                                                                                               | Culturale | 1101             |
| India                         | Stazione ferroviaria Chhatrapati Shivaji                                                                                            | Culturale | 945              |
| Indonesia                     | Patrimonio della foresta tropicale di Sumatra                                                                                       | Naturale  | 1167             |
| Iran                          | Bam e il suo paesaggio culturale | Culturale | 1208             |
| Iran                          | Pasargade | Culturale | 1106             |
| Italia                        | Necropoli etrusche di Cerveteri e Tarquinia                                                                                         | Culturale | 1158             |
| Italia                        | Val d'Orcia | Culturale | 1026             |
| Kazakistan                    | Incisioni rupestri all'interno del paesaggio archeologico di Tamgaly                                                                | Culturale | 1145             |
| Lituania                      | Sito archeologico di Kernavė | Culturale | 1137             |
| Mali                          | Tomba di Askia | Culturale | 1139             |
| Messico                       | Casa studio Luis Barragán | Culturale | 1136             |
| Mongolia                      | Paesaggio culturale della Valle dell'Orkhon                                                                                         | Culturale | 1081             |
| Marocco                       | Città fortificata portoghese (l'antica Mazagan) a El Jadida                                                                         | Culturale | 1058             |
| Norvegia                      | Vegaøyan, l'arcipelago di Vega | Culturale | 1143             |
| Portogallo                    | Paesaggio della cultura vinicola dell'isola Pico                                                                                    | Culturale | 1117             |
| Regno Unito (Inghilterra)     | Liverpool città mercantile marittima                                                                                                | Culturale | 1150             |
| Russia                        | Complesso del Monastero di Novodevičij                                                                                              | Culturale | 1097             |
| Russia                        | Sistema naturale della Riserva dell'isola di Wrangel                                                                                | Naturale  | 1023             |
| Saint Lucia                   | Area amministrativa dei vulcani Pitons (F)                                                                                          | Naturale  | 1161             |
| ( Serbia e Montenegro) Serbia | Monumenti medievali in Kosovo: Monastero di Dečani, Monastero patriarcale di Peć, Monastero di Gračanica e Nostra Signora di Ljeviš | Culturale | 724              |
| Sudafrica                     | La Flora della provincia del Capo                                                                                                   | Naturale  | 1007             |
| Svezia                        | Stazione radio di Grimeton | Culturale | 1134             |
| Togo (F) Benin                | Koutammakou, la Terra dei Batammariba                                                                                               | Culturale | 1140             |

## 2005 (29ª sessione)
24 siti (17 culturali, 7 naturali)
Sede: Durban  Sudafrica
| Stato                                                                                       | Definizione del sito                                                                  | Categoria | Scheda UNESCO N. |
| ------------------------------------------------------------------------------------------- | ------------------------------------------------------------------------------------- | --------- | ---------------- |
| Albania                                                                                     | Centri storici di Berat e Argirocastro                                                | Culturale | 569              |
| Bahrein                                                                                     | Il sito archeologico di Qal'at al-Bahrain (F)                                         | Culturale | 1192             |
| Bielorussia                                                                                 | Complesso culturale, residenziale e architettonico della famiglia Radziwiłł a Njasviž | Culturale | 1196             |
| Bielorussia Estonia Finlandia Lettonia Lituania Moldavia (F) Norvegia Russia Svezia Ucraina | Arco geodetico di Struve                                                              | Culturale | 1187             |
| Belgio                                                                                      | Complesso museale di Plantin-Moretus a Anversa                                        | Culturale | 1185             |
| Bosnia ed Erzegovina                                                                        | L'area del vecchio ponte e il centro della città di Mostar (F)                        | Culturale | 946              |
| Cile                                                                                        | Raffinerie di salnitro di Humberstone e Santa Laura                                   | Culturale | 1178             |
| Cina                                                                                        | Il centro storico di Macao                                                            | Culturale | 1110             |
| Cuba                                                                                        | Centro storico di Cienfuegos                                                          | Culturale | 1202             |
| Egitto                                                                                      | Wadi al-Hitan (Valle delle balene)                                                    | Naturale  | 1186             |
| Francia                                                                                     | La città di Le Havre                                                                  | Culturale | 1181             |
| Giappone                                                                                    | Parco nazionale Shiretoko                                                             | Naturale  | 1193             |
| Iran                                                                                        | Il mausoleo di Soltaniyeh                                                             | Culturale | 1188             |
| Israele                                                                                     | I tell di Megiddo, Hazor e Be'er Sheva                                                | Culturale | 1108             |
| Israele                                                                                     | Via dell'incenso - città nel deserto del Negev                                        | Culturale | 1107             |
| Italia                                                                                      | Città di Siracusa e la necropoli di Pantalica                                         | Culturale | 1200             |
| Messico                                                                                     | Isole e aree protette del Golfo di California                                         | Naturale  | 1182             |
| Niger                                                                                       | Bosco sacro di Osun-Osogbo                                                            | Culturale | 1118             |
| Norvegia                                                                                    | Fiordi della Norvegia occidentale, il Geirangerfjord e il Nærøyfjord                  | Naturale  | 1195             |
| Panama                                                                                      | Parco nazionale di Coiba                                                              | Naturale  | 1138             |
| Russia                                                                                      | Il centro storico della città di Jaroslavl'                                           | Culturale | 1170             |
| Sudafrica                                                                                   | Vredefort Dome                                                                        | Naturale  | 1162             |
| Thailandia                                                                                  | Complesso forestale di Dong Phayayen-Khao Yai                                         | Naturale  | 590              |
| Turkmenistan                                                                                | Il sito di Kunya-Urgench                                                              | Culturale | 1199             |

## 2006 (30ª sessione)
18 siti (16 culturali, 2 naturali)
Sede: Vilnius  Lituania
| Stato                     | Definizione del sito                                                | Categoria | Scheda UNESCO N. |
| ------------------------- | ------------------------------------------------------------------- | --------- | ---------------- |
| Cile                      | Città mineraria di Sewell                                           | Culturale | 1214             |
| Cina                      | Santuari del panda gigante nella provincia di Sichuan               | Naturale  | 1213             |
| Cina                      | Sito archeologico di Yin Xu                                         | Culturale | 1114             |
| Colombia                  | Santuario floro-faunistico dell'isola Malpelo                       | Naturale  | 1216             |
| Etiopia                   | Storica città fortificata di Harar Jugol                            | Culturale | 1189             |
| Gambia Senegal            | Cerchi di pietra di Senegambia                                      | Culturale | 1226             |
| Germania                  | Città vecchia di Ratisbona                                          | Culturale | 1155             |
| Iran                      | Bisotun                                                             | Culturale | 1222             |
| Italia                    | Genova: Le Strade Nuove e il sistema dei Palazzi dei Rolli          | Culturale | 1211             |
| Malawi                    | Arte rupestre di Chongoni                                           | Culturale | 476              |
| Mauritius                 | Aapravasi Ghat (F)                                                  | Culturale | 1227             |
| Messico                   | Paesaggio di agave e antiche industrie per la produzione di Tequila | Culturale | 1209             |
| Oman                      | Sistemi d'irrigazione Aflaj dell'Oman                               | Culturale | 1207             |
| Polonia                   | Sala del Centenario a Breslavia                                     | Culturale | 1165             |
| Regno Unito (Inghilterra) | Paesaggio minerario della Cornovaglia e del Devon occidentale       | Culturale | 1215             |
| Spagna                    | Ponte di Vizcaya                                                    | Culturale | 1217             |
| Siria                     | Crac des Chevaliers e Qal'at Salah El-Din                           | Culturale | 1229             |
| Tanzania                  | Siti di arte rupestre a Kondoa                                      | Culturale | 1183             |

## 2007 (31ª sessione)
22 siti (16 culturali, 4 naturali, 2 misti)
Sede: Christchurch  Nuova Zelanda
| Stato | Definizione del sito                                                                      | Categoria | Scheda UNESCO N. |
| --- | ----------------------------------------------------------------------------------------- | --------- | ---------------- |
| Australia | Teatro dell'opera di Sydney                                                               | Culturale | 166              |
| Azerbaigian | Riserva statale di Qobustan                                                               | Culturale | 1076             |
| Bosnia ed Erzegovina | Il Ponte Mehmed Paša Sokolović a Višegrad                                                 | Culturale | 1260             |
| Canada | Canale Rideau                                                                             | Culturale | 1221             |
| Cina | Diaolou e i villaggi del Kaiping                                                          | Culturale | 1112             |
| Cina | Paesaggio carsico della Cina meridionale                                                  | Misto     | 1248             |
| Corea del Sud | Isola vulcanica di Jeju e tunnel di lava                                                  | Naturale  | 1264             |
| Francia | Bordeaux, Porto della Luna                                                                | Culturale | 1256             |
| Gabon | Ecosistema e paesaggio culturale di Lopé-Okanda (F)                                       | Misto     | 1147             |
| Albania Austria Belgio Bosnia ed Erzegovina Bulgaria Croazia Francia Germania Italia Macedonia del Nord Polonia Rep. Ceca Romania Slovacchia Slovenia Spagna Svizzera Ucraina | Antiche faggete primordiali dei Carpazi e di altre regioni d'Europa                       | Naturale  | 1133             |
| Giappone | Miniere d'argento di Iwami Ginzan e paesaggio culturale                                   | Culturale | 1246             |
| Grecia | Antica città di Corfù                                                                     | Culturale | 978              |
| India | Forte rosso di Nuova Delhi                                                                | Culturale | 231              |
| Iraq | Città archeologica di Samarra                                                             | Culturale | 276              |
| Madagascar | Foreste pluviali di Atsinanana                                                            | Naturale  | 1257             |
| Messico | Campus centrale della Città Universitaria della Università nazionale autonoma del Messico | Culturale | 1250             |
| Namibia | Twyfelfontein o /Ui-//aes (F)                                                             | Culturale | 1255             |
| Serbia | Gamzigrad-Romuliana, palazzo di Galerio                                                   | Culturale | 1253             |
| Sudafrica | Paesaggio culturale e botanico di Richtersveld                                            | Culturale | 1265             |
| Spagna | Parco nazionale Teide                                                                     | Naturale  | 1258             |
| Svizzera | Vigneti terrazzati di Lavaux                                                              | Culturale | 1243             |
| Turkmenistan | Fortezza parta di Nisa                                                                    | Culturale | 1242             |

## 2008 (32ª sessione)
27 siti (19 culturali, 8 naturali)
Sede: Québec  Canada
| Stato              | Definizione del sito                                                        | Categoria | Scheda UNESCO N. |
| ------------------ | --------------------------------------------------------------------------- | --------- | ---------------- |
| Cambogia           | Tempio Preah Vihear                                                         | Culturale | 1224             |
| Canada             | Falesie fossilifere di Joggins                                              | Naturale  | 1285             |
| Cina               | Tulou di Fujian                                                             | Culturale | 1113             |
| Cina               | Parco nazionale del monte Sanqingshan                                       | Naturale  | 1292             |
| Croazia            | Piana di Cittavecchia                                                       | Culturale | 1240             |
| Cuba               | Centro storico di Camagüey                                                  | Culturale | 1270             |
| Francia            | Fortificazioni di Vauban                                                    | Culturale | 1283             |
| Francia            | Lagune della Nuova Caledonia                                                | Naturale  | 1115             |
| Germania           | Residenze in stile moderno di Berlino                                       | Culturale | 1239             |
| Islanda            | Surtsey                                                                     | Naturale  | 1267             |
| Iran               | Complessi monastici armeni in Iran                                          | Culturale | 1262             |
| Israele            | Luoghi sacri Baha'i ad Haifa e in Galilea occidentale                       | Culturale | 1220             |
| Italia             | Mantova e Sabbioneta                                                        | Culturale | 1287             |
| Italia Svizzera    | Ferrovia Retica nel paesaggio culturale dell'Albula e del Bernina           | Culturale | 1276             |
| Kazakistan         | Saryarka – Steppe e laghi del Kazakistan settentrionale                     | Naturale  | 1102             |
| Kenya              | Foreste sacre dei Kaya dei Mijikenda                                        | Culturale | 1231             |
| Malaysia           | Città storiche di Malacca e George Town nello Stretto di Malacca            | Culturale | 1223             |
| Mauritius          | Paesaggio culturale di Le Morne                                             | Culturale | 1259             |
| Messico            | Riserva della biosfera delle farfalle monarca                               | Naturale  | 1290             |
| Messico            | Città fortificata di San Miguel e Santuario di Jesús Nazareno de Atotonilco | Culturale | 1274             |
| Papua Nuova Guinea | Sito agricolo primordiale di Kuk (F)                                        | Culturale | 887              |
| San Marino         | Centro storico di San Marino e Monte Titano (F)                             | Culturale | 1245             |
| Arabia Saudita     | Sito archeologico di Al-Hijr (Mada'in Salih) (F)                            | Culturale | 1293             |
| Slovacchia         | Chiese in legno dei Carpazi                                                 | Culturale | 1273             |
| Svizzera           | Arena tettonica di Sardona                                                  | Naturale  | 1179             |
| Vanuatu            | Domini di Roi Mata (F)                                                      | Culturale | 1280             |
| Yemen              | Arcipelago di Socotra                                                       | Naturale  | 1263             |

## 2009 (33ª sessione)
13 siti (11 culturali, 2 naturali)
Sede: Siviglia  Spagna
| Stato                          | Definizione del sito                                | Categoria | Scheda UNESCO N. |
| ------------------------------ | --------------------------------------------------- | --------- | ---------------- |
| Belgio                         | Palazzo Stoclet                                     | Culturale | 1298             |
| Burkina Faso                   | Rovine di Loropéni (F)                              | Culturale | 1225             |
| Capo Verde                     | Cidade Velha, centro storico di Ribeira Grande (F)  | Culturale | 1310             |
| Cina                           | Monte Wutai                                         | Culturale | 1279             |
| Corea del Sud                  | Tombe reali della dinastia Joseon                   | Culturale | 1319             |
| Danimarca Germania Paesi Bassi | Mare dei Wadden                                     | Naturale  | 1314             |
| Iran                           | Sistema idraulico di Shushtar                       | Culturale | 1315             |
| Italia                         | Dolomiti                                            | Naturale  | 1237             |
| Kirghizistan                   | Montagna sacra Sulaiman-Too (F)                     | Culturale | 1230             |
| Perù                           | Città sacra di Caral-Supe                           | Culturale | 1269             |
| Regno Unito (Galles)           | Acquedotto e canale di Pontcysyllte                 | Culturale | 1303             |
| Spagna                         | Torre di Hércules                                   | Culturale | 1312             |
| Svizzera                       | Pianificazione urbana di La Chaux-de-Fonds/Le Locle | Culturale | 1302             |

## 2010 (34ª sessione)
21 siti (15 culturali, 5 naturali, 1 misto)
Sede: Brasilia  Brasile
| Stato          | Definizione del sito                                                       | Categoria | Scheda UNESCO N. |
| -------------- | -------------------------------------------------------------------------- | --------- | ---------------- |
| Arabia Saudita | Distretto di al-Turayf ad al-Dirʿiyya                                      | Culturale | 1329             |
| Australia      | Siti carcerari australiani                                                 | Culturale | 1306             |
| Brasile        | Piazza São Francisco nella città di São Cristóvão                          | Culturale | 1272             |
| Cina           | Danxia cinese                                                              | Naturale  | 1335             |
| Cina           | Monumenti storici di Dengfeng                                              | Culturale | 1305             |
| Corea del Sud  | Villaggi storici di Hahoe e Yangdong                                       | Culturale | 1324             |
| Francia        | Città episcopale di Albi                                                   | Culturale | 1337             |
| Francia        | Pitons, circhi e scarpate dell'isola di Riunione                           | Naturale  | 1317             |
| India          | Sito di osservazione astronomico Jantar Mantar di Jaipur                   | Culturale | 1338             |
| Iran           | Santuario e tomba dello sceicco Safī al-Dīn ad Ardabil                     | Culturale | 1345             |
| Iran           | Bazar storici di Tabriz                                                    | Culturale | 1346             |
| Kiribati       | Area protetta delle Isole della Fenice (F)                                 | Naturale  | 1325             |
| Isole Marshall | Atollo di Bikini (F)                                                       | Culturale | 1339             |
| Messico        | Camino Real de Tierra Adentro                                              | Culturale | 1351             |
| Messico        | Grotte preistoriche di Yagul e Mitla al centro della valle di Oaxaca       | Culturale | 1352             |
| Paesi Bassi    | Canali di Amsterdam costruiti tra la fine del XVI e inizio del XVII secolo | Culturale | 1349             |
| Russia         | Altopiano Putorana                                                         | Naturale  | 1234             |
| Sri Lanka      | Altopiani Centrali dello Sri Lanka                                         | naturali  | 1203             |
| Stati Uniti    | Isole Papahānaumokuākea delle Hawaii                                       | Misto     | 1326             |
| Tagikistan     | Zona archeologica di Sarazm (F)                                            | Culturale | 1141             |
| Vietnam        | Città imperiale di Thang Long-Hanoi                                        | Culturale | 1328             |

## 2011 (35ª sessione)
25 siti (21 culturali, 3 naturali, 1 misto)
Sede: Parigi  Francia
| Stato                                             | Definizione del sito                                                                      | Categoria | Scheda UNESCO N. |
| ------------------------------------------------- | ----------------------------------------------------------------------------------------- | --------- | ---------------- |
| Australia                                         | Costa di Ningaloo                                                                         | Naturale  | 1369             |
| Austria Francia Germania Italia Slovenia Svizzera | Siti palafitticoli preistorici attorno alle Alpi                                          | Culturale | 1363             |
| Barbados                                          | La Bridgetown storica e la sua Guarnigione (F)                                            | Culturale | 1376             |
| Cina                                              | Paesaggio culturale del Lago dell'ovest di Hangzhou                                       | Culturale | 1334             |
| Colombia                                          | Paesaggio culturale del caffè della Colombia                                              | Culturale | 1121             |
| Emirati Arabi Uniti                               | Siti culturali di Al Ain (Hafit, Hili, Bidaa Bint Saud and Oases Areas) (F)               | Culturale | 1343             |
| Etiopia                                           | Paesaggio culturale di Konso                                                              | Culturale | 1333             |
| Francia                                           | Causses e Cevenne, paesaggio culturale agro-pastorale                                     | Culturale | 1153             |
| Germania                                          | Officine Fagus ad Alfeld                                                                  | Culturale | 1368             |
| Giappone                                          | Hiraizumi - Templi, giardini e siti archeologici che rappresentano la terra pura buddista | Culturale | 1277             |
| Giappone                                          | Isole Ogasawara                                                                           | Naturale  | 1362             |
| Giordania                                         | Area protetta di Uadi Rum                                                                 | Misto     | 1377             |
| Iran                                              | Giardino persiano                                                                         | Culturale | 1372             |
| Italia                                            | Longobardi in Italia: i luoghi del potere                                                 | Culturale | 1318             |
| Kenya                                             | Forte Jesus, Mombasa                                                                      | Culturale | 1295             |
| Kenya                                             | Rete dei laghi del Kenya nella valle del Grande Rift                                      | Naturale  | 1060             |
| Mongolia                                          | Complessi di petroglifi dell'Altai mongolo                                                | Culturale | 1382             |
| Nicaragua                                         | Cattedrale di León                                                                        | Culturale | 1236             |
| Senegal                                           | Parco nazionale del delta del Saloum                                                      | Culturale | 1359             |
| Spagna                                            | Paesaggio culturale della Sierra de Tramontana                                            | Culturale | 1371             |
| Sudan                                             | Siti archeologici dell'isola di Meroe                                                     | Culturale | 1336             |
| Siria                                             | Antichi villaggi della Siria settentrionale                                               | Culturale | 1348             |
| Turchia                                           | Moschea Selimiye e suo complesso sociale                                                  | Culturale | 1366             |
| Ucraina                                           | Residenza dei metropoliti bucovini e dalmati a Černivci                                   | Culturale | 1330             |
| Vietnam                                           | Cittadella della dinastia Ho                                                              | Culturale | 1358             |

## 2012 (36ª sessione)
26 siti (20 culturali, 5 naturali, 1 misto)
Sede: San Pietroburgo  Russia
| Stato                                         | Definizione del sito                                                                              | Categoria | Scheda UNESCO N. |
| --------------------------------------------- | ------------------------------------------------------------------------------------------------- | --------- | ---------------- |
| Bahrein                                       | La raccolta delle perle, testimonianza dell'economia di un'isola                                  | Culturale | 1364             |
| Belgio                                        | Principali siti minerari della Vallonia                                                           | Culturale | 1344             |
| Brasile                                       | Rio de Janeiro, paesaggi Carioca tra la montagna e il mare                                        | Culturale | 1100             |
| Camerun Rep. Centrafricana Rep. del Congo (F) | Sangha Trinational                                                                                | Naturale  | 1380             |
| Canada                                        | Il paesaggio di Grand-Pré                                                                         | Culturale | 1404             |
| Ciad                                          | Laghi di Ounianga (F)                                                                             | Naturale  | 1400             |
| Cina                                          | Sito fossile di Chengjiang                                                                        | Naturale  | 1388             |
| Cina                                          | Sito di Xanadu                                                                                    | Culturale | 1389             |
| Costa d'Avorio                                | Città storica di Grand-Bassam                                                                     | Culturale | 1322             |
| Francia                                       | Bacino minerario del Nord-Passo di Calais                                                         | Culturale | 1360             |
| Germania                                      | Teatro dell'opera dei Margravi di Bayreuth                                                        | Culturale | 1379             |
| India                                         | Ghati occidentali                                                                                 | Naturale  | 1342             |
| Indonesia                                     | Paesaggio culturale di Bali: il sistema Subak come manifestazione della filosofia Tri Hita Karana | Culturale | 1194             |
| Iran                                          | Gonbad-e Kavus                                                                                    | Culturale | 1398             |
| Iran                                          | Masjed-e Jāmé di Esfahan                                                                          | Culturale | 1397             |
| Israele                                       | Sito dell'evoluzione umana presso il Monte Carmelo: le grotte di Nahal Me'arot/Wadi el-Mughara    | Culturale | 1393             |
| Malaysia                                      | Patrimonio archeologico della Valle di Lenggong                                                   | Culturale | 1396             |
| Marocco                                       | Rabat, capitale moderna e città storica: un'eredità condivisa                                     | Culturale | 1401             |
| Palau                                         | Laguna meridionale delle Rock Islands (F)                                                         | Misto     | 1386             |
| Palestina                                     | Luogo della nascita di Gesù: la Basilica della Natività e la Via del Pellegrinaggio, Betlemme (F) | Culturale | 1433             |
| Portogallo                                    | La città-presidio di frontiera di Elvas e le sue fortificazioni                                   | Culturale | 1367             |
| Russia                                        | Parco naturale dei Pilastri della Lena                                                            | Naturale  | 1299             |
| Senegal                                       | Paese Bassari: paesaggi culturali Bassari, Fulani e Bedik                                         | Culturale | 1407             |
| Slovenia Spagna                               | Patrimonio del mercurio. Almadén e Idria                                                          | Culturale | 1313             |
| Svezia                                        | Le fattorie decorate di Hälsingland                                                               | Culturale | 1282             |
| Turchia                                       | Sito neolitico di Çatalhöyük                                                                      | Culturale | 1405             |

## 2013 (37ª sessione)
19 siti (14 culturali, 5 naturali)
Sede: Phnom Penh  Cambogia
| Stato           | Definizione del sito                                             | Categoria | Scheda UNESCO N. |
| --------------- | ---------------------------------------------------------------- | --------- | ---------------- |
| Canada          | Stazione baleniera basca di Red Bay                              | Culturale | 1412             |
| Cina            | Paesaggio culturale dei terrazzamenti a riso hani di Honghe      | Culturale | 1111             |
| Cina            | Tien Shan del Sinkiang                                           | Naturale  | 1414             |
| Figi            | Città portuale storica di Levuka (F)                             | Culturale | 1399             |
| Germania        | Bergpark Wilhelmshöhe                                            | Culturale | 1413             |
| India           | Fortezze collinari del Rajasthan                                 | Culturale | 247              |
| Iran            | Palazzo del Golestan                                             | Culturale | 1422             |
| Italia          | Ville e giardini medicei in Toscana                              | Culturale | 175              |
| Italia          | Monte Etna                                                       | Naturale  | 1427             |
| Giappone        | Fuji                                                             | Culturale | 1418             |
| Messico         | Riserva della biosfera di El Pinacate e Gran Deserto di Altar    | Naturale  | 1410             |
| Namibia         | Erg del Namib                                                    | Naturale  | 1430             |
| Niger           | Centro storico di Agadez                                         | Culturale | 1268             |
| Corea del Nord  | Monumenti e siti storici di Kaesŏng                              | Culturale | 1278             |
| Polonia Ucraina | Tserkvas in legno della regione dei Carpazi in Polonia e Ucraina | Culturale | 1424             |
| Portogallo      | Università di Coimbra - Alta e Sofia                             | Culturale | 1387             |
| Qatar           | Sito archeologico di Al Zubarah (F)                              | Culturale | 1402             |
| Tagikistan      | Parco nazionale del Pamir                                        | Naturale  | 1252             |
| Ucraina         | Antica città di Chersonese Taurica ed il suo Chora               | Culturale | 1411             |

## 2014 (38ª sessione)
26 siti (22 culturali, 3 naturali, 1 misto)
Sede: Doha  Qatar
| Stato                                        | Definizione del sito                                                                                | Categoria | Scheda UNESCO N. |
| -------------------------------------------- | --------------------------------------------------------------------------------------------------- | --------- | ---------------- |
| Arabia Saudita                               | Centro storico di Gedda, porta della Mecca                                                          | Culturale | 1361             |
| Argentina Bolivia Cile Colombia Ecuador Perù | Qhapaq Ñan, sistema stradale andino                                                                 | Culturale | 1459             |
| Birmania                                     | Antiche città Pyu (F)                                                                               | Culturale | 1444             |
| Botswana                                     | Delta dell'Okavango                                                                                 | Naturale  | 1432             |
| Cina                                         | Il Gran Canale                                                                                      | Culturale | 1443             |
| Cina Kazakistan Kirghizistan                 | Vie della Seta: la rete di percorsi del corridoio Chang'an-Tianshan                                 | Culturale | 1442             |
| Corea del Sud                                | Namhansanseong                                                                                      | Culturale | 1439             |
| Costa Rica                                   | Insediamenti pre-colombiani con le sfere di pietra dei Diquis                                       | Culturale | 1453             |
| Danimarca                                    | Stevns Klint                                                                                        | Naturale  | 1416             |
| Filippine                                    | Santuario naturale della catena del Monte Hamiguitan                                                | Naturale  | 1403             |
| Francia                                      | Grotta decorata di Pont d'Arc, nota come Grotta Chauvet-Pont d'Arc, Ardèche                         | Culturale | 1426             |
| Germania                                     | Westwerk carolingio e Civitas di Corvey                                                             | Culturale | 1447             |
| Giappone                                     | Mulino da seta di Tomioka e siti correlati                                                          | Culturale | 1449             |
| India                                        | Parco nazionale di Great Himalayan                                                                  | Culturale | 1406             |
| India                                        | Rani ki vav (il pozzo a gradini della Regina) a Patan, Gujarat                                      | Culturale | 922              |
| Iran                                         | Shahr-i Sokhta                                                                                      | Culturale | 1456             |
| Iraq                                         | Cittadella di Erbil                                                                                 | Culturale | 1437             |
| Israele                                      | Grotte di Maresha e Bet-Guvrin nel bassopiano della Giudea come microcosmo della Terra delle grotte | Culturale | 1370             |
| Italia                                       | Paesaggio vitivinicolo del Piemonte: Langhe-Roero e Monferrato                                      | Culturale | 1390             |
| Paesi Bassi                                  | Fabbrica Van Nelle di Rotterdam                                                                     | Culturale | 1441             |
| Palestina                                    | Battir                                                                                              | Culturale | 1492             |
| Russia                                       | Complesso storico ed archeologico di Bolgar                                                         | Culturale | 981              |
| Stati Uniti                                  | Opere di terreno monumentali di Poverty Point                                                       | Culturale | 1435             |
| Turchia                                      | Bursa e Cumalıkızık: la nascita dell'Impero ottomano                                                | Culturale | 1452             |
| Turchia                                      | Pergamo e il suo paesaggio culturale multistratificato                                              | Culturale | 1457             |
| Vietnam                                      | Complesso paesaggistico di Tràng An                                                                 | Misto     | 1438             |

## 2015 (39ª sessione)
24 siti (23 culturali, 1 misto)
Sede: Bonn  Germania
| Stato                                      | Definizione del sito                                                                                        | Categoria | Scheda UNESCO N. |
| ------------------------------------------ | --- | --------- | ---------------- |
| Arabia Saudita                             | Arte rupestre nella regione di Ha'il dell'Arabia Saudita                                                    | Culturale | 1472             |
| Cina                                       | Insediamenti Tusi                                                                                           | Culturale | 1474             |
| Corea del Sud                              | Aree storiche di Baekje                                                                                     | Culturale | 1477             |
| Danimarca Germania Regno Unito Stati Uniti | Insediamenti della Chiesa morava                                                                            | Culturale | 1468             |
| Danimarca                                  | Il paesaggio della caccia par force nella Selandia settentrionale                                           | Culturale | 1469             |
| Francia                                    | Climi, territori della Borgogna con i centri storici di Beaune e Digione                                    | Culturale | 1425             |
| Francia                                    | Colline, case e cantine della Champagne                                                                     | Culturale | 1465             |
| Germania                                   | I distretti di Speicherstadt e di Kontorhaus con la Chilehaus ad Amburgo                                    | Culturale | 1467             |
| Giamaica                                   | Blue e John Crow Mountains (F)                                                                              | Misto     | 1356             |
| Giappone                                   | Siti della rivoluzione industriale Meiji in Giappone: ferro e acciaio, cantieri navali e miniere di carbone | Culturale | 1484             |
| Giordania                                  | Betania oltre il Giordano, sito del Battesimo (Al-Maghtas)                                                  | Culturale | 1446             |
| Iran                                       | Susa | Culturale | 1455             |
| Iran                                       | Paesaggio culturale di Maymand                                                                              | Culturale | 1423             |
| Israele                                    | Necropoli di Beit She’arim: punto di riferimento del rinnovamento ebraico                                   | Culturale | 1471             |
| Italia                                     | Palermo arabo-normanna e le cattedrali di Cefalù e Monreale                                                 | Culturale | 1487             |
| Messico                                    | Sistema idrico dell'acquedotto di Padre Tembleque                                                           | Culturale | 1463             |
| Mongolia                                   | Burhan Haldun ed il paesaggio sacro circostante                                                             | Culturale | 1440             |
| Norvegia                                   | Sito industriale di Rjukan-Notodden                                                                         | Culturale | 1486             |
| Regno Unito                                | Forth Bridge                                                                                                | Culturale | 1485             |
| Singapore                                  | Giardini botanici di Singapore (F)                                                                          | Culturale | 1483             |
| Stati Uniti                                | San Antonio Missions National Historical Park                                                               | Culturale | 1466             |
| Turchia                                    | Fortezza di Diyarbakır e il paesaggio culturale dei giardini Hevsel                                         | Culturale | 1488             |
| Turchia                                    | Efeso | Culturale | 1018             |
| Uruguay                                    | Panorama cultural-industriale Fray Bentos                                                                   | Culturale | 1464             |

## 2016 (40ª sessione)
21 siti (12 culturali, 6 naturali, 3 misti)
Sede: Istanbul  Turchia
| Stato                                                     | Definizione del sito                                                                                   | Categoria | Scheda UNESCO N. |
| --------------------------------------------------------- | --- | --------- | ---------------- |
| Antigua e Barbuda                                         | Cantiere navale di Antigua e siti archeologici associati (F)                                           | Culturale | 1499             |
| Argentina Belgio Francia Germania India Giappone Svizzera | L'opera architettonica di Le Corbusier, un contributo eccezionale al Movimento Moderno                 | Culturale | 1321             |
| Bosnia ed Erzegovina Croazia Montenegro Serbia            | Cimiteri di tombe medievali stećci                                                                     | Culturale | 1504             |
| Brasile                                                   | Complesso moderno della Pampulha                                                                       | Culturale | 1493             |
| Canada                                                    | Mistaken Point                                                                                         | Naturale  | 1497             |
| Ciad                                                      | Massiccio dell'Ennedi: paesaggio naturale e culturale                                                  | Misto     | 1475             |
| Cina                                                      | Paesaggio culturale dell'arte rupestre di Zuojiang Huashan                                             | Culturale | 1508             |
| Cina                                                      | Shennongjia del Hubei                                                                                  | Naturale  | 1509             |
| Grecia                                                    | Sito archeologico di Filippi                                                                           | Culturale | 1517             |
| India                                                     | Sito archeologico di Nalanda Mahavihara (Università di Nalanda) a Nālandā, Bihar                       | Culturale | 1502             |
| India                                                     | Parco nazionale di Khangchendzonga                                                                     | Misto     | 1513             |
| Iran                                                      | Il qanat persiano                                                                                      | Culturale | 1506             |
| Iran                                                      | Il deserto di Lut                                                                                      | Naturale  | 1505             |
| Iraq                                                      | Ahwar dell'Iraq meridionale: rifugio di biodiversità e paesaggio reliquia delle città mesopotamiche    | Misto     | 1481             |
| Kazakistan Kirghizistan Uzbekistan                        | Tien Shan occidentale                                                                                  | Naturale  | 1490             |
| Messico                                                   | Arcipelago di Revillagigedo                                                                            | Naturale  | 1510             |
| Micronesia                                                | Nan Madol: centro cerimoniale della Micronesia orientale (F)                                           | Culturale | 1503             |
| Regno Unito ( Gibilterra) (F)                             | Complesso della grotta di Gorham                                                                       | Culturale | 1500             |
| Spagna                                                    | Sito dei dolmen di Antequera                                                                           | Culturale | 1501             |
| Sudan                                                     | Parco nazionale marino di Sanganeb e Parco nazionale marino della baia di Dungonab - isola di Mukkawar | Naturale  | 262              |
| Turchia                                                   | Sito archeologico di Ani                                                                               | Culturale | 1518             |

## 2017 (41ª sessione)
21 siti (18 culturali, 3 naturali)
Sede: Cracovia  Polonia
| Stato                     | Definizione del sito                                                                                      | Categoria | Scheda UNESCO N. |
| ------------------------- | --- | --------- | ---------------- |
| Angola                    | Mbanza Kongo, vestigia della capitale dell'antico Regno del Kongo (F)                                     | Culturale | 1511             |
| Argentina                 | Parco nazionale Los Alerces                                                                               | Naturale  | 1526             |
| Brasile                   | Sito archeologico della banchina di Valongo                                                               | Culturale | 1548             |
| Cambogia                  | Zona del tempio di Sambor Prei Kuk, sito archeologico dell'antica Ishanapura                              | Culturale | 1532             |
| Cina                      | Kulangsu: un insediamento storico internazionale                                                          | Culturale | 1541             |
| Cina                      | Hoh Xil del Qinghai                                                                                       | Naturale  | 1540             |
| Croazia Italia Montenegro | Opere di difesa veneziane tra XVI e XVII secolo: Stato da Terra-Stato da Mar occidentale                  | Culturale | 1533             |
| Danimarca                 | Kujataa in Groenlandia: agricoltura nordica e inuit al bordo della calotta glaciale                       | Culturale | 1536             |
| Eritrea                   | Asmara: una città modernista d'Africa (F)                                                                 | Culturale | 1550             |
| Francia                   | Taputapuātea                                                                                              | Culturale | 1529             |
| Germania                  | Grotte e arte dell'era glaciale nel Giura svevo                                                           | Culturale | 1527             |
| Giappone                  | Isola sacra di Okinoshima e siti associati della regione di Munakata                                      | Culturale | 1535             |
| India                     | Città storica di Ahmedabad                                                                                | Culturale | 1551             |
| Iran                      | Città storica di Yazd                                                                                     | Culturale | 1544             |
| Mongolia Russia           | Paesaggi della Dauria                                                                                     | Naturale  | 1448             |
| Regno Unito               | Il Lake District inglese                                                                                  | Culturale | 422              |
| Palestina                 | Città vecchia di Hebron/Al-Khalil                                                                         | Culturale | 1565             |
| Polonia                   | Miniere di piombo, argento e zinco di Tarnowskie Góry e il loro sistema sotterraneo di gestione idraulica | Culturale | 1539             |
| Russia                    | Cattedrale e monastero dell'Assunzione della città-isola di Svijažsk                                      | Culturale | 1525             |
| Sudafrica                 | Paesaggio culturale dei ǂKhomani                                                                          | Culturale | 1545             |
| Turchia                   | Afrodisia                                                                                                 | Culturale | 1519             |

## 2018 (42ª sessione)
19 siti (13 culturali, 3 misti, 3 naturali)
Sede: Manama  Bahrein
| Stato          | Definizione del sito                                                | Categoria | Scheda UNESCO N. |
| -------------- | ------------------------------------------------------------------- | --------- | ---------------- |
| Arabia Saudita | Oasi di Al-Ahsa, un paesaggio culturale in evoluzione               | Culturale | 1563             |
| Canada         | Pimachiowin Aki                                                     | Misto     | 1415             |
| Cina           | Fanjingshan                                                         | Naturale  | 1559             |
| Colombia       | Parco nazionale naturale di Chiribiquete - "La maloca del giaguaro" | Misto     | 1174             |
| Corea del Sud  | Sansa, monasteri buddhisti di montagna in Corea                     | Culturale | 1562             |
| Danimarca      | Aasivissuit - Nipisat, terreno di caccia inuit tra ghiaccio e mare  | Culturale | 1557             |
| Francia        | Area tettonica della Chaîne des Puys e faglia della Limagne         | Naturale  | 1434             |
| Germania       | Complesso archeologico di confine di Hedeby e Danevirke             | Culturale | 1553             |
| Germania       | Cattedrale di Naumburg                                              | Culturale | 1470             |
| Giappone       | Siti cristiani nascosti della regione di Nagasaki                   | Culturale | 1495             |
| India          | Gruppo di edifici gotico-vittoriani e art-deco di Mumbai            | Culturale | 1480             |
| Iran           | Panorama archeologico sasanide della regione di Fars                | Culturale | 1568             |
| Italia         | Ivrea, città industriale del XX secolo                              | Culturale | 1538             |
| Kenya          | Sito archeologico di Thimlich Ohinga                                | Culturale | 1450             |
| Messico        | Valle di Tehuacán-Cuicatlán: habitat originario della Mesoamerica   | Misto     | 1534             |
| Oman           | Antica città di Qalhat                                              | Culturale | 1537             |
| Spagna         | Città califfale di Medina Azahara                                   | Culturale | 1560             |
| Sudafrica      | Montagne di Barberton Makhonjwa                                     | Naturale  | 1575             |
| Turchia        | Göbekli Tepe                                                        | Culturale | 1572             |

## 2019 (43ª sessione)
29 siti (24 culturali, 4 naturali, 1 misto)
Sede: Baku  Azerbaigian
| Stato              | Definizione del sito                                                                                 | Categoria | Scheda UNESCO N. |
| ------------------ | --- | --------- | ---------------- |
| Australia          | Paesaggio culturale Budj Bim                                                                         | Culturale | 1577             |
| Azerbaigian        | Centro storico di Şəki con il Palazzo del Khan                                                       | Culturale | 1549             |
| Bahrein            | Tumuli sepolcrali della cultura Dilmun                                                               | Culturale | 1542             |
| Birmania           | Bagan                                                                                                | Culturale | 1588             |
| Brasile            | Paraty e Ilha Grande - cultura e biodiversità                                                        | Misto     | 1308             |
| Burkina Faso       | Antichi siti metallurgici del ferro del Burkina Faso                                                 | Culturale | 1602             |
| Canada             | Writing-on-Stone/Áísínai'pi                                                                          | Culturale | 1597             |
| Cina               | Santuari degli uccelli migratori lungo le coste del Mar Giallo - Golfo di Bohai (fase 1)             | Naturale  | 1606             |
| Cina               | Rovine archeologiche della città di Liangzhu                                                         | Culturale | 1592             |
| Corea del Sud      | Seowon, accademie neo-confuciane coreane                                                             | Culturale | 1498             |
| Francia            | Terre e mari australi francesi                                                                       | Naturale  | 1603             |
| Germania           | Sistema di gestione dell'acqua di Augusta                                                            | Culturale | 1580             |
| Germania Rep. Ceca | Regione mineraria Erzgebirge/Krušnohoří                                                              | Culturale | 1478             |
| India              | Città di Jaipur, Rajasthan                                                                           | Culturale | 1605             |
| Indonesia          | Patrimonio della miniera di carbone di Ombilin a Sawahlunto                                          | Culturale | 1610             |
| Iran Azerbaigian   | Foreste ircane                                                                                       | Naturale  | 1584             |
| Iraq               | Babilonia                                                                                            | Culturale | 278              |
| Islanda            | Parco nazionale del Vatnajökull - la natura dinamica del fuoco e del ghiaccio                        | Naturale  | 1604             |
| Italia             | Le Colline del Prosecco di Conegliano e Valdobbiadene                                                | Culturale | 1571             |
| Giappone           | Gruppo di kofun di Mozu-Furuichi: tumuli funerari del Giappone antico                                | Culturale | 1593             |
| Laos               | Sito di giare megalitiche di Xiangkhoang - Piana delle Giare                                         | Culturale | 1587             |
| Polonia            | Regione mineraria preistorica della selce rigata di Krzemionki                                       | Culturale | 1599             |
| Portogallo         | Edificio reale di Mafra - palazzo, basilica, convento, giardino del Cerco e parco di caccia (Tapada) | Culturale | 1573             |
| Portogallo         | Santuario del Bom Jesus do Monte a Braga                                                             | Culturale | 1590             |
| Regno Unito        | Osservatorio Jodrell Bank                                                                            | Culturale | 1594             |
| Rep. Ceca          | Paesaggio dell'allevamento e dell'addestramento dei cavalli da tiro cerimoniali a Kladruby nad Labem | Culturale | 1589             |
| Russia             | Chiese della scuola d'architettura di Pskov                                                          | Culturale | 1523             |
| Spagna             | Paesaggio culturale di Risco Caído e le montagne sacre di Gran Canaria                               | Culturale | 1578             |
| Stati Uniti        | Opere architettoniche del XX secolo di Frank Lloyd Wright                                            | Culturale | 1496             |

## 2021 (44ª sessione)
La 44ª sessione era originariamente prevista per il 2020 ma è stata rinviata al 2021 a causa della pandemia di COVID-19. Pertanto, il Comitato del patrimonio mondiale è stato chiamato a votare sulle nomine sia per il 2020 che il 2021.
34 siti (29 culturali, 5 naturali)
Sede: Fuzhou  Cina
| Stato                                                        | Definizione del sito                                                                                           | Categoria | Scheda UNESCO N. |
| ------------------------------------------------------------ | --- | --------- | ---------------- |
| Arabia Saudita                                               | Area culturale di Ḥimā                                                                                         | Culturale | 1619             |
| Austria Belgio Francia Germania Italia Regno Unito Rep. Ceca | Grandi città termali d'Europa                                                                                  | Culturale | 1613             |
| Francia                                                      | Faro di Cordouan                                                                                               | Culturale | 1625             |
| Francia                                                      | Nizza, città di villeggiatura invernale della Riviera                                                          | Culturale | 1635             |
| Germania                                                     | Mathildenhöhe Darmstadt                                                                                        | Culturale | 1614             |
| Germania                                                     | Siti SchUM di Spira, Worms e Magonza                                                                           | Culturale | 1636             |
| Italia                                                       | Cicli di affreschi del XIV secolo di Padova                                                                    | Culturale | 1623             |
| Italia                                                       | Portici di Bologna                                                                                             | Culturale | 1650             |
| Cina                                                         | Quanzhou: emporio del mondo nella Cina Song-Yuan                                                               | Culturale | 1561             |
| India                                                        | Tempio kakatija di Rudreshwara (Ramappa), Telangana                                                            | Culturale | 1570             |
| India                                                        | Dholavira: una città harappana                                                                                 | Culturale | 1645             |
| Iran                                                         | Ferrovia trans-iraniana                                                                                        | Culturale | 1585             |
| Iran                                                         | Paesaggio culturale di Hawraman/Uramanat                                                                       | Culturale | 1647             |
| Spagna                                                       | Paseo del Prado e Buen Retiro, un paesaggio di arti e scienze                                                  | Culturale | 1618             |
| Giappone                                                     | Isola di Amami Ōshima, Isola di Tokunoshima, la parte settentrionale dell'Isola di Okinawa e Isola di Iriomote | Naturale  | 1574             |
| Giappone                                                     | Siti preistorici Jōmon nel Giappone settentrionale                                                             | Culturale | 1632             |
| Corea del Sud                                                | Getbol, piane di marea coreane                                                                                 | Naturale  | 1591             |
| Thailandia                                                   | Complesso forestale di Kaeng Krachan                                                                           | Naturale  | 1461             |
| Georgia                                                      | Foreste pluviali e zone umide della Colchide                                                                   | Naturale  | 1616             |
| Turchia                                                      | Collina di Arslantepe                                                                                          | Culturale | 1622             |
| Belgio Paesi Bassi                                           | Colonie della benevolenza                                                                                      | Culturale | 1555             |
| Romania                                                      | Paesaggio minerario di Roșia Montană                                                                           | Culturale | 1552             |
| Giordania                                                    | al-Salt, luogo di tolleranza e ospitalità urbana                                                               | Culturale | 689              |
| Costa d'Avorio                                               | Moschee in stile sudanese nel nord della Costa d'Avorio                                                        | Culturale | 1648             |
| Brasile                                                      | Sítio Roberto Burle Marx                                                                                       | Culturale | 1620             |
| Perù                                                         | Complesso archeoastronomico di Chankillo                                                                       | Culturale | 1624             |
| Uruguay                                                      | Opera dell'ingegnere Eladio Dieste: chiesa di Atlántida                                                        | Culturale | 1612             |
| Cile                                                         | Insediamento e mummificazione artificiale della cultura Chinchorro nella regione di Arica e Parinacota         | Culturale | 1634             |
| Germania Paesi Bassi                                         | Frontiere dell'Impero romano - Limes della Germania inferiore                                                  | Culturale | 1631             |
| Slovenia                                                     | Opere di Jože Plečnik a Lubiana - progettazione urbana centrata sull'uomo                                      | Culturale | 1643             |
| Regno Unito                                                  | Paesaggio dell'ardesia del Galles nordoccidentale                                                              | Culturale | 1633             |
| Russia                                                       | Petroglifi del lago Onega e del Mar Bianco                                                                     | Culturale | 1654             |
| Gabon                                                        | Parco nazionale di Ivindo                                                                                      | Naturale  | 1653             |
| Austria Germania Slovacchia                                  | Frontiere dell'Impero romano - Limes danubiano (sezione occidentale)                                           | Culturale | 1608             |

## 2023

### 18ª sessione straordinaria
La 18ª sessione straordinaria è stata convocata per riprogrammare la 45ª sessione che doveva tenersi nel 2022 a Kazan', in Russia, ma che è stata annullata per la guerra in Ucraina. Contestualmente il Comitato del patrimonio mondiale è stato chiamato a votare su tre nomine con procedura di emergenza.
3 siti (3 culturali)
Sede: Parigi  Francia
| Stato   | Definizione del sito                              | Categoria | Scheda UNESCO N. |
| ------- | ------------------------------------------------- | --------- | ---------------- |
| Yemen   | Luoghi salienti dell'antico regno di Saba, Ma'rib | Culturale | 1700             |
| Libano  | Fiera internazionale Rashid Karame-Tripoli        | Culturale | 1702             |
| Ucraina | Centro storico di Odessa                          | Culturale | 1703             |

### 45ª sessione
La 45ª sessione doveva tenersi nel 2022 a Kazan', in Russia, ma è stata annullata per la guerra in Ucraina e riprogrammata per il 2023. Pertanto, il Comitato del patrimonio mondiale è stato chiamato a votare sulle nomine sia per il 2022 che il 2023. 
42 siti (33 culturali, 9 naturali)
Sede: Riad  Arabia Saudita
| Stato                              | Definizione del sito                                                                           | Categoria | Scheda UNESCO N. |
| ---------------------------------- | ---------------------------------------------------------------------------------------------- | --------- | ---------------- |
| Rep. del Congo                     | Massiccio forestale di Odzala-Kokoua                                                           | Naturale  | 692              |
| Francia                            | Vulcani e foreste del monte Pelée e dei pitons della Martinica settentrionale                  | Naturale  | 1657             |
| Francia                            | Maison Carrée di Nîmes                                                                         | Culturale | 1569             |
| Palestina                          | Antica Gerico/Tell es-Sultan                                                                   | Culturale | 1687             |
| Tagikistan Turkmenistan Uzbekistan | Vie della Seta: corridoio Zarafshan-Karakum                                                    | Culturale | 1675             |
| Etiopia                            | Paesaggio culturale ghedeo                                                                     | Culturale | 1641             |
| Etiopia                            | Parco nazionale delle montagne di Bale                                                         | Naturale  | 111              |
| Cambogia                           | Koh Ker: sito archeologico dell'antica Lingapura o Chok Gargyar                                | Culturale | 1667             |
| Mongolia                           | Monumenti di stele del Cervo e siti associati dell'età del bronzo                              | Culturale | 1621             |
| Corea del Sud                      | Tumuli di Gaya                                                                                 | Culturale | 1666             |
| Cina                               | Paesaggio culturale delle antiche foreste di tè del monte Jingmai a Pu'er                      | Culturale | 1665             |
| India                              | Santiniketan                                                                                   | Culturale | 1375             |
| India                              | Complessi sacri degli Hoysala                                                                  | Culturale | 1670             |
| Iran                               | Caravanserraglio persiano                                                                      | Culturale | 1668             |
| Canada                             | Tr'ondëk-Klondike                                                                              | Culturale | 1564             |
| Canada                             | Anticosti                                                                                      | Naturale  | 1686             |
| Danimarca                          | Fortezze ad anello dell'età vichinga                                                           | Culturale | 1660             |
| Germania                           | Patrimonio medievale ebraico di Erfurt                                                         | Culturale | 1656             |
| Lettonia                           | Antica città di Kuldīga                                                                        | Culturale | 1658             |
| Lituania                           | Kaunas modernista: architettura dell'ottimismo, 1919-1939                                      | Culturale | 1661             |
| Turchia                            | Gordio                                                                                         | Culturale | 1669             |
| Turchia                            | Moschee ipostile in legno dell'Anatolia medievale                                              | Culturale | 1694             |
| Rep. Ceca                          | Žatec e il paesaggio del luppolo Saaz                                                          | Culturale | 1558             |
| Spagna                             | Siti preistorici di Minorca talaiolitica                                                       | Culturale | 1528             |
| Azerbaigian                        | Paesaggio culturale del popolo Khinalig e percorso di transumanza "Köç Yolu"                   | Culturale | 1696             |
| Guatemala                          | Parco nazionale archeologico di Tak'alik Ab'aj                                                 | Culturale | 1663             |
| Tunisia                            | Gerba: testimonianza di un modello insediativo in territorio insulare                          | Culturale | 1640             |
| Indonesia                          | Asse cosmologico di Yogyakarta e suoi monumenti storici                                        | Culturale | 1671             |
| Russia                             | Osservatori astronomici dell'Università federale di Kazan'                                     | Culturale | 1678             |
| Thailandia                         | Antica città di Si Thep e suoi monumenti Dvaravati associati                                   | Culturale | 1662             |
| Paesi Bassi                        | Planetario Eisinga a Franeker                                                                  | Culturale | 1683             |
| Stati Uniti                        | Opere in terra cerimoniali di Hopewell                                                         | Culturale | 1689             |
| Italia                             | Carsismo e grotte evaporitiche dell'Appennino settentrionale                                   | Naturale  | 1692             |
| Suriname                           | Sito archeologico di Jodensavanne: insediamento di Jodensavanne e cimitero di Cassipora Creek  | Culturale | 1680             |
| Grecia                             | Paesaggio culturale di Zagori                                                                  | Culturale | 1695             |
| Argentina                          | Museo del sito di memoria dell'ESMA - ex-centro clandestino di detenzione, tortura e sterminio | Culturale | 1681             |
| Ruanda                             | Parco nazionale di Nyungwe (F)                                                                 | Naturale  | 1697             |
| Ruanda                             | Siti memoriali del genocidio: Nyamata, Murambi, Bisesero e Gisozi                              | Culturale | 1586             |
| Kazakistan Turkmenistan Uzbekistan | Deserti freddi invernali del Turan                                                             | Naturale  | 1693             |
| Arabia Saudita                     | 'Uruq Bani Ma'arid                                                                             | Naturale  | 1699             |
| Tagikistan                         | Foreste di tugai della Riserva naturale di Tigrovaya Balka                                     | Naturale  | 1685             |
| Belgio Francia                     | Siti cimiteriali e memoriali della Prima guerra mondiale (Fronte occidentale)                  | Culturale | 1567             |

## 2024 (46ª sessione)
24 siti (19 culturali, 4 naturali, 1 misto)
Sede: Nuova Delhi  India
| Stato                | Definizione del sito                                                                                      | Categoria | Scheda UNESCO N. |
| -------------------- | --- | --------- | ---------------- |
| India                | Moidam - il sistema di tumuli sepolcrali della dinastia Ahom                                              | Culturale | 1711             |
| Palestina            | Monastero di Sant'Ilarione/Tell Umm el-'Amr                                                               | Culturale | 1749             |
| Giordania            | Umm el-Jimāl                                                                                              | Culturale | 1721             |
| Cina                 | Deserto di Badain Jaran — Torri di sabbia e laghi                                                         | Naturale  | 1638             |
| Cina                 | Asse centrale di Pechino: un insieme di costruzioni che rappresenta l'ordine ideale della capitale cinese | Culturale | 1714             |
| Francia              | Te Henua ‘Enata — Isole Marchesi                                                                          | Misto     | 1707             |
| Bosnia ed Erzegovina | Grotta di Vjetrenica                                                                                      | Naturale  | 1673             |
| Regno Unito          | Flow Country                                                                                              | Naturale  | 1722             |
| Brasile              | Parco nazionale dei Lençóis Maranhenses                                                                   | Naturale  | 1611             |
| Etiopia              | Melka Kunture e Balchit: siti archeologici e paleontologici nella regione degli altipiani dell'Etiopia    | Culturale | 13               |
| Burkina Faso         | Corte reale di Tiébélé                                                                                    | Culturale | 1713             |
| Sudafrica            | Emersione del comportamento umano moderno: siti di occupazione del Pleistocene del Sudafrica              | Culturale | 1723             |
| Sudafrica            | Diritti umani, liberazione e riconciliazione: siti dell'eredità di Nelson Mandela                         | Culturale | 1676             |
| Giappone             | Miniere d'oro dell'isola di Sado                                                                          | Culturale | 1698             |
| Thailandia           | Phu Phrabat, testimonianza della tradizione delle pietre Sīma del periodo Dvaravati                       | Culturale | 1507             |
| Russia               | Paesaggio culturale del lago Kenozero                                                                     | Culturale | 1688             |
| Kenya                | Città storica e sito archeologico di Gedi                                                                 | Culturale | 1720             |
| Malaysia             | Patrimonio archeologico del complesso di grotte del Parco nazionale di Niah                               | Culturale | 1014             |
| Germania             | Complesso della Residenza di Schwerin                                                                     | Culturale | 1705             |
| Italia               | Via Appia. Regina Viarum                                                                                  | Culturale | 1708             |
| Iran                 | Hegmataneh                                                                                                | Culturale | 1716             |
| Arabia Saudita       | Paesaggio culturale dell'area archeologica di al-Faw                                                      | Culturale | 1712             |
| Romania              | Complesso monumentale di Brâncuși a Târgu Jiu                                                             | Culturale | 1473             |
| Romania              | Frontiere dell'Impero romano - Dacia                                                                      | Culturale | 1718             |

## 2025 (47ª sessione)
26 siti (21 culturali, 4 naturali, 1 misto)
Sede: Parigi  Francia
| Stato               | Definizione del sito                                                                      | Categoria | Scheda UNESCO N. |
| ------------------- | ----------------------------------------------------------------------------------------- | --------- | ---------------- |
| Camerun             | Paesaggio culturale dei Diy-Gid-Biy dei Monti Mandara                                     | Culturale | 1745             |
| Malawi              | Paesaggio culturale del monte Mulanje                                                     | Culturale | 1201             |
| Emirati Arabi Uniti | Paleopaesaggio di Faya                                                                    | Culturale | 1735             |
| Australia           | Paesaggio culturale di Murujuga                                                           | Culturale | 1709             |
| Cina                | Tombe imperiali degli Xixia                                                               | Culturale | 1736             |
| India               | Paesaggi militari Maratha dell'India                                                      | Culturale | 1739             |
| Cambogia            | Siti memoriali cambogiani: da centri di repressione a luoghi di pace e riflessione        | Culturale | 1748             |
| Iran                | Siti preistorici della Valle di Khorramabad                                               | Culturale | 1744             |
| Malaysia            | Parco forestale dell'Istituto di ricerca forestale della Malaysia di Selangor             | Culturale | 1734             |
| Corea del Sud       | Petroglifi lungo il fiume Bangucheon                                                      | Culturale | 1740             |
| Tagikistan          | Siti del patrimonio culturale dell'antico Khuttal                                         | Culturale | 1627             |
| Vietnam             | Complesso di monumenti e paesaggi di Yen Tu-Vinh Nghiem-Con Son, Kiep Bac                 | Culturale | 1732             |
| Francia             | Megaliti di Carnac e delle coste del Morbihan                                             | Culturale | 1725             |
| Germania            | I palazzi di Ludovico II di Baviera: Neuschwanstein, Linderhof, Schachen e Herrenchiemsee | Culturale | 1726             |
| Grecia              | Centri palaziali minoici                                                                  | Culturale | 1733             |
| Turchia             | Sardi e tumuli lidi di Bin Tepe                                                           | Culturale | 1731             |
| Russia              | Pitture rupestri della grotta di Šulgan-Taš                                               | Culturale | 1743             |
| Italia              | Tradizione funeraria nella Preistoria della Sardegna: le domus de janas                   | Culturale | 1730             |
| Messico             | Cammino Wixárika attraverso i siti sacri fino a Wirikuta (Tatehuarí Huajuyé)              | Culturale | 1704             |
| Giamaica            | Complesso archeologico della Port Royal del XVII secolo                                   | Culturale | 1595             |
| Panama              | Strada coloniale transistmica di Panama                                                   | Culturale | 1582             |
| Corea del Nord      | Monte Kumgang – la montagna di diamanti dal mare                                          | Misto     | 1642             |
| Sierra Leone        | Complesso Gola-Tiwai (F)                                                                  | Naturale  | 1746             |
| Guinea-Bissau       | Ecosistemi costieri e marini dell'arcipelago Bijagos – Omatí Minhô (F)                    | Naturale  | 1431             |
| Danimarca           | Møns Klint                                                                                | Naturale  | 1728             |
| Brasile             | Canyon del fiume Peruaçu                                                                  | Naturale  | 1747             |